# Lực lượng Phòng vệ Mặt đất Nhật Bản
Lực lượng Phòng vệ Mặt đất Nhật Bản (tiếng Anh: Japan Ground Self-Defense Force, tiếng Nhật: 陸上自衛隊, đã Latinh hoá: Rikujō Jieitai, Hán-Việt: Lục thượng tự vệ đội), thường được gọi tắt là JGSDF (tiếng Nhật: 陸自, đã Latinh hoá: Rikuji, Hán-Việt: Lục tự), là lực lượng lục quân thuộc Bộ Quốc phòng Nhật Bản và là một trong 3 nhánh tác chiến thuộc Lực lượng Phòng vệ Nhật Bản (JSDF). Được thành lập vào ngày 1 tháng 7 năm 1954, đây là nhánh tác chiến có quy mô lớn nhất của Lực lượng Phòng vệ Nhật Bản.
Lực lượng Phòng vệ Mặt đất Nhật Bản hoạt động dưới sự chỉ huy của Tham mưu trưởng Lực lượng Phòng vệ Mặt đất Nhật Bản, có trụ sở nằm tại thành phố Ichigaya, Shinjuku, Tokyo. Tham mưu trưởng hiện nay là Đại tướng Yoshida Yoshihide. Lực lượng JGSDF có khoảng 150.000 binh sĩ vào năm 2018.

## Lịch sử

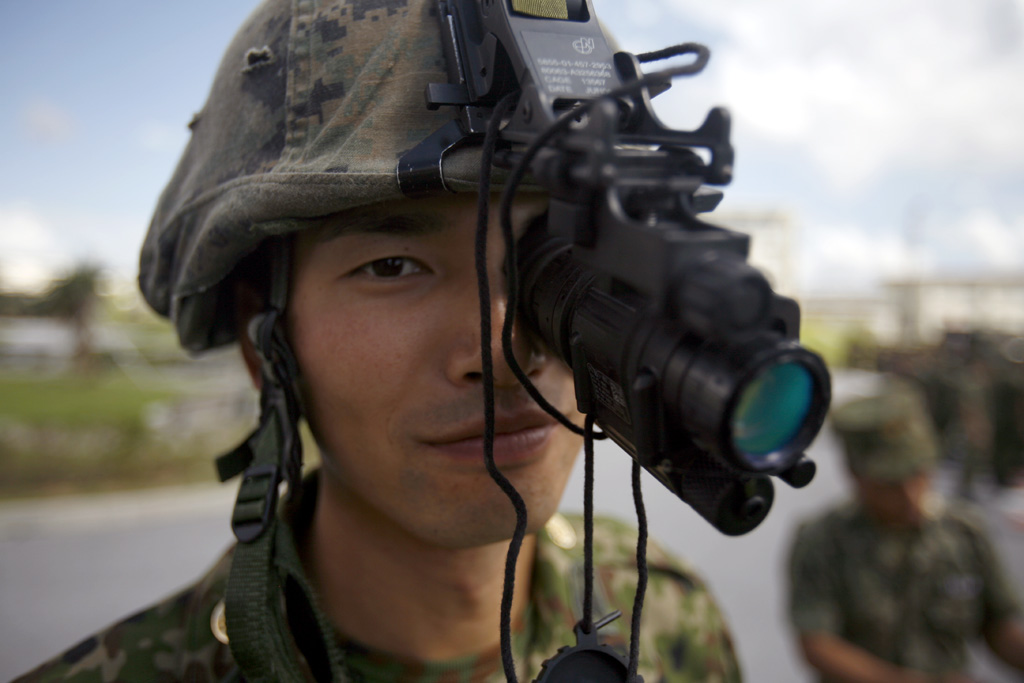
Một người lính của JGSDF với thiết bị ngắm PDF-14 dùng cho ban đêm

Sau năm 1945, theo Hiệp ước Potsdam do Lực lượng Đồng Minh ban hành, Lục quân Đế quốc Nhật Bản và Hải quân Đế quốc Nhật Bản bị giải thể, thay thế cho cả hai lực lượng quân sự bảo vệ Nhật Bản này là các lực lượng vũ trang Hoa Kỳ gồm 450.000 quân đặt dưới quyền của Thống tướng Douglas MacArthur.
Khi nổ ra Chiến tranh Triều Tiên vào năm 1950, rất nhiều đơn vị quân sự Hoa Kỳ được đưa đến Nam Triều Tiên tham chiến và điều đó khiến cho Nhật Bản hoàn toàn mất đi khả năng phòng vệ. Theo sự gợi ý từ chính phủ Hoa Kỳ, vào tháng 7/1950, chính quyền Nhật Bản đồng ý và thành lập Lực lượng Cảnh sát Trừ bị Quốc gia gồm 75.000 người được trang bị vũ khí bộ binh hạng nhẹ, huấn luyện bởi các cố vấn Mỹ.
Dựa trên cơ sở của Hiệp ước An ninh Mỹ-Nhật (Treaty of Mutual Cooperation and Security between the United States and Japan) được ký vào đầu năm 1952, Hoa Kỳ sẽ đảm nhận vai trò tác chiến và hỗ trợ nếu có bất kì sự đe dọa nào chống lại Nhật Bản trong khi các lực lượng Nhật Bản gồm cả hải quân và lục quân sẽ đảm nhận vai trò hậu cần và đối phó với các thảm họa thiên nhiên hoặc dịch bệnh. Giữa năm 1952, Lực lượng Cảnh sát Trừ bị Quốc gia gia tăng quân số lên 110.000 người và đổi tên thành Lực lượng Bảo an Quốc gia.
Nhật Bản tiếp tục tăng cường khả năng phòng vệ của mình. Vào ngày 1/7/1954, Cục Bảo an Quốc gia thông báo tái tổ chức thành Cục Phòng vệ Nhật Bản và Lực lượng Bảo an Quốc gia tái tổ chức thành Lực lượng Phòng vệ Mặt đất Nhật Bản (lục quân), Lực lượng Phòng vệ Duyên hải Nhật Bản (hải quân), Lực lượng Phòng vệ Không phận Nhật Bản (không lực). Cả ba lực lượng được đặt dưới quyền của tướng Keizõ Hayashi - chỉ huy trưởng đầu tiên của Hội đồng Tham mưu Phòng vệ Nhật Bản.
Một bộ phận tổ chức lớn nhất là cấp sư đoàn và được coi như một đơn vị cơ bản. Là các đơn vị chủ chốt trong quân đội, nó có trách nhiệm bảo vệ một khu vực cụ thể. Quân đội nằm dưới sự kiểm soát trực tiếp của Chỉ huy Trưởng Cơ quan Quốc phòng. Dưới sự chỉ huy của các Bộ Chỉ Huy Quân khu, các Sư đoàn tác chiến và các đơn vị hỗ trợ có trách nhiệm bảo vệ khu vực của mình và chống lại những kẻ thù trực tiếp hoặc gián tiếp xâm lăng Nhật Bản.

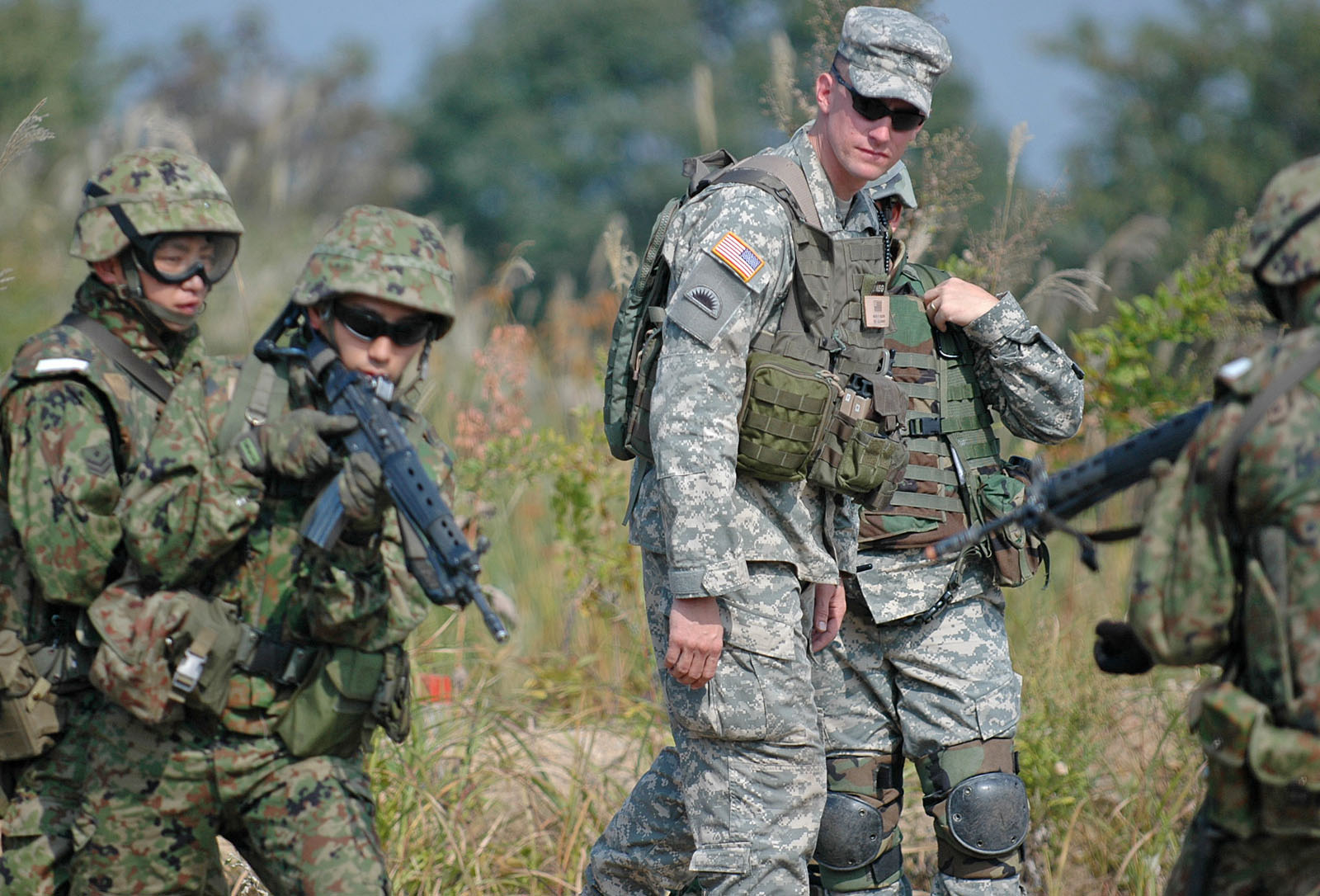
Những người lính Nhật thuộc JGSDF tập trận cùng binh lính Hoa Kỳ năm 2006

Khi Nhật Bản vươn lên trở thành một trong những quốc gia phồn thịnh nhất hành tinh, khi tình hình an ninh - quân sự thế giới có nhiều biến chuyển phức tạp, đặc biệt là sự trỗi dậy về mặt quân sự của các quốc gia khác trong khu vực, thì Cục Phòng vệ Nhật Bản không còn đáp ứng được các yêu cầu trong hoàn cảnh mới. Trong đó, Nhật đặc biệt nhấn mạnh mối đe dọa từ Cộng hòa Dân chủ Nhân dân Triều Tiên cùng cuộc tranh chấp với Nga tại quần đảo Kuril ở phương Bắc, cuộc tranh chấp với Hàn Quốc tại nhóm đảo đá Takeshima, các tranh chấp về khu vực đặc quyền kinh tế biển với Trung Quốc ở khu vực quần đảo Senkaku.
Cuộc chạy đua vũ trang trong nhiều năm qua đã dẫn tới kết quả là nước Nhật nằm giữa một loạt nước có vũ khí hạt nhân gồm Nga, Trung Quốc, có thể là cả Triều Tiên, chưa kể đồng minh Hoa Kỳ đòi hỏi phải có quân đội chính thức. Năm 2006, Thủ tướng Nhật Bản Abe Shinzō đã đẩy mạnh tiến trình thành lập Bộ Quốc phòng. Cục Phòng vệ Nhật Bản được nâng cấp thành Bộ Quốc phòng vào ngày 9 tháng 1 năm 2007 dưới thời Thủ tướng Nhật Bản Abe Shinzō. Lực lượng Phòng vệ Nhật Bản được đặt trong Bộ Quốc phòng. Ngân sách quốc phòng năm tài khóa 2016 là 4859 tỉ yên Nhật tương đương với 41 tỷ USD, trong đó Lục quân nhận 17 tỷ USD (chiếm hơn 40%), chiếm 1% tổng GDP.
Hiện nay có khoảng trên 50,000 quân Mỹ đóng tại Nhật Bản, chủ yếu tại Okinawa. Lực lượng Hoa Kỳ tại Nhật Bản chủ yếu là Không lực, Hải quân và Lực lượng Thủy Quân Lục Chiến Viễn chinh số 3 Hoa Kỳ gồm Sư đoàn Thủy Quân Lục Chiến 3, Lữ đoàn Viễn chinh 3, Không đoàn Không lực Viễn chinh 1 và Liên đoàn Hậu cần Thủy Quân Lục Chiến 3.

## Cấu trúc

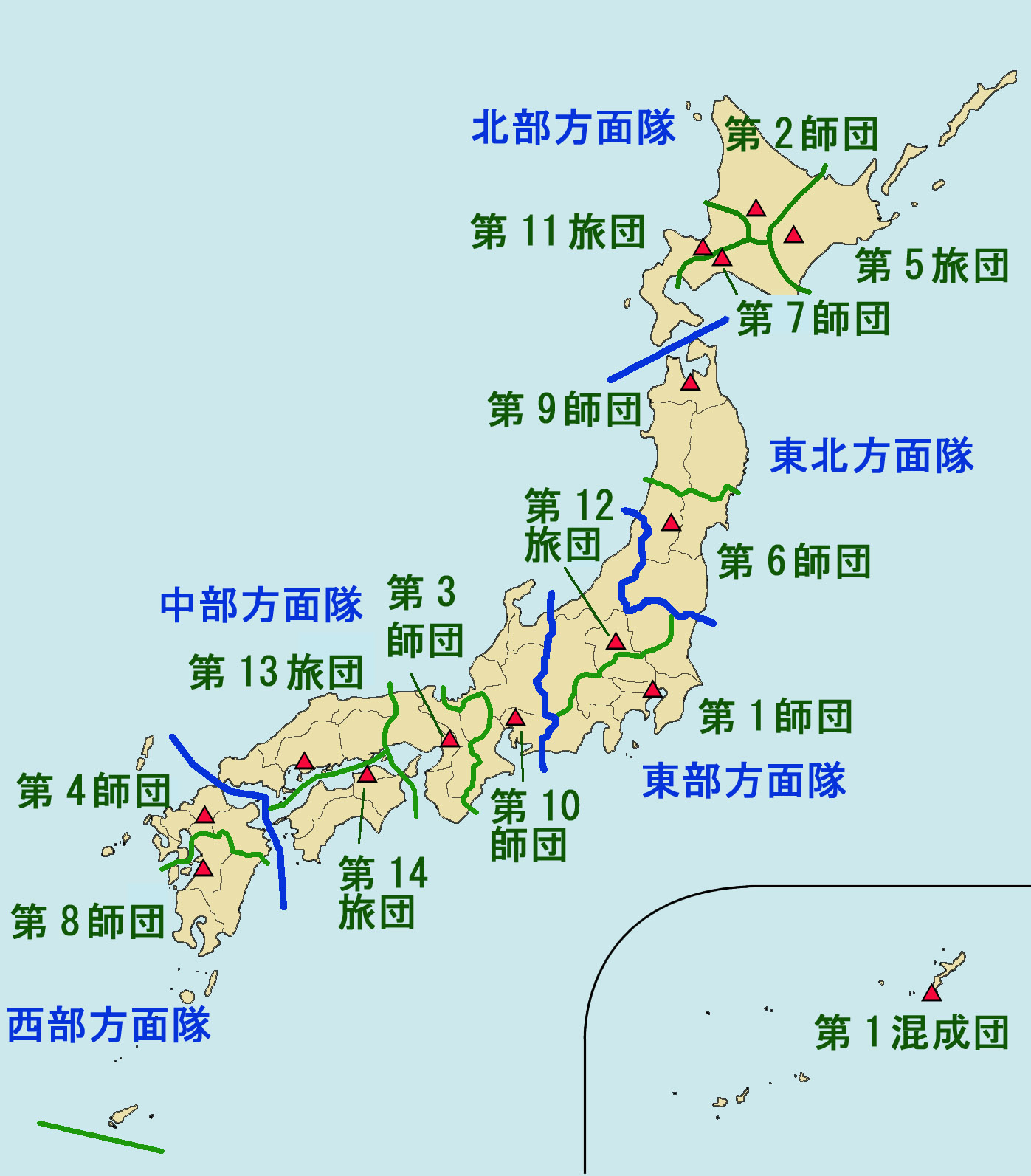
Bản đồ phân bố các sư đoàn và lữ đoàn của Lực lượng Phòng vệ Mặt đất Nhật Bản

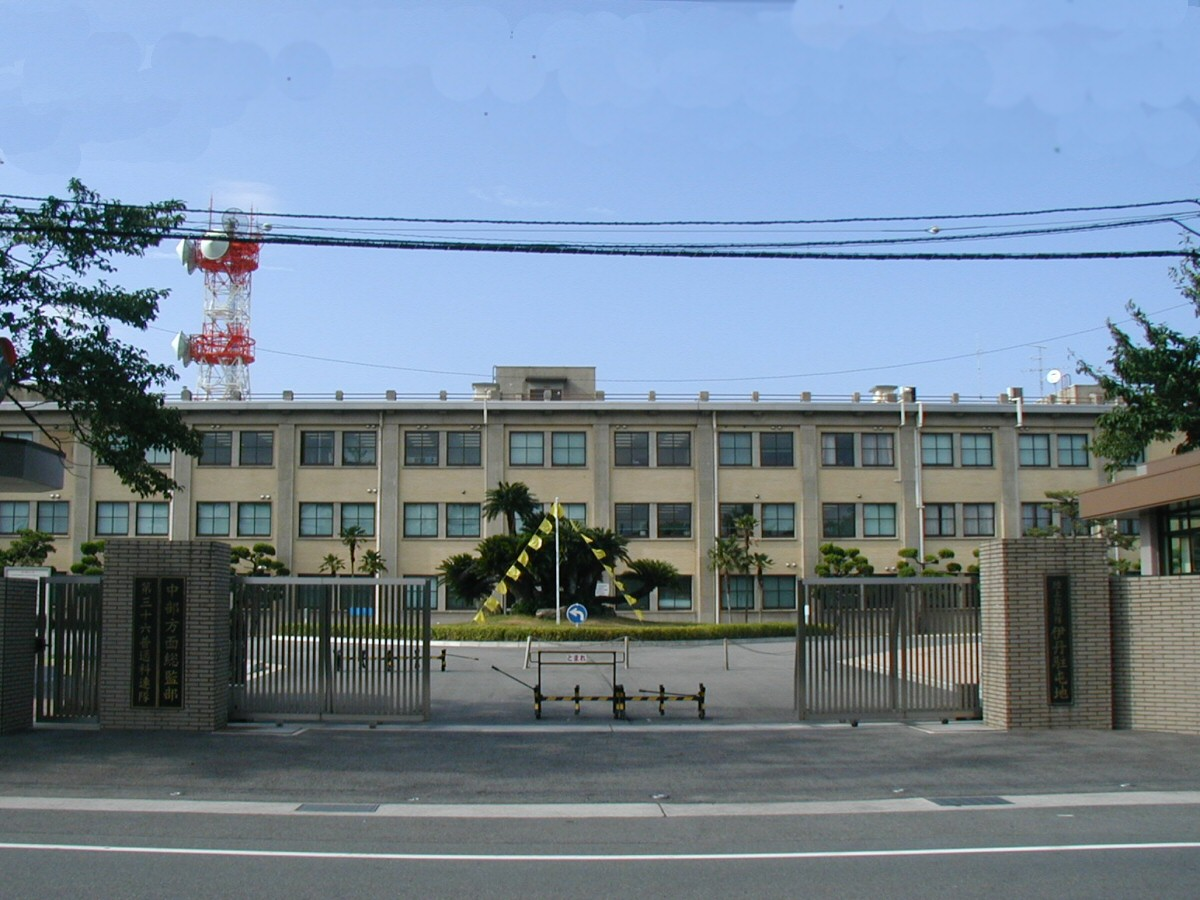
Tổng hành dinh của Quân đoàn Trung tâm Nhật Bản tại Itami

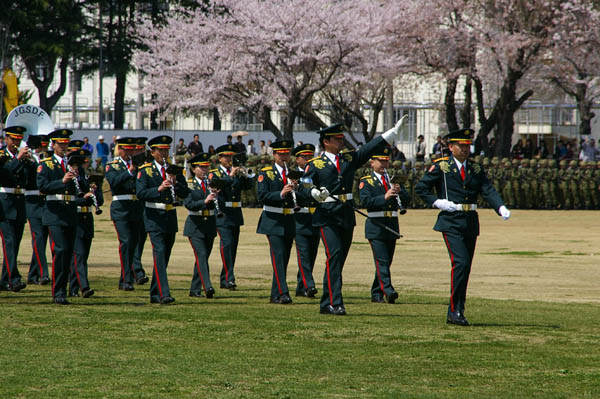
Đội quân nhạc của JGSDF tại trại huấn luyện Narashino năm 2008

Sơ đồ cơ cấu tổ chức của Lực lượng Phòng vệ Mặt đất Nhật Bản năm 2011
(bấm vào hình để phóng to)

Lực lượng Phòng vệ Mặt đất Nhật Bản có khoảng 150.000 người (bao gồm cả đặc nhiệm). Tham mưu trưởng Lực lượng Phòng vệ Mặt đất Nhật Bản được gọi là Mạc Liêu Trưởng Lục tướng (tương đương cấp Đại tướng) và là chỉ huy cao nhất Lực lượng Phòng vệ Mặt đất Nhật Bản.
Dưới sự quản lý của Tham mưu trưởng là 5 quân đoàn. Các quân đoàn Nhật Bản được gọi là Phương Diện Đội (Hōmentai (方面隊)), có quy mô từ 20,000 đến 30,000 người, được chỉ huy bởi một Lục tướng. Mỗi Phương Diện Đội có trách nhiệm phòng vệ tại một quân khu cụ thể. Dưới Phương Diện Đội là các sư đoàn có quy mô từ 6,000 đến 9,000 người, các lữ đoàn có quy mô từ 3,000 đến 4,000 người và một số đơn vị hỗ trợ khác.
Trong khi đó, khác với cấp lữ đoàn, cấp trung đoàn nằm trong cơ cấu của các sư đoàn có quy mô tương đương cấp tiểu đoàn của các quốc gia khác, còn cấp tiểu đoàn có quy mô tương đương cấp đại đội. Các sư đoàn và lữ đoàn của JGSDF được xem là các cấp cơ bản, quan trọng nhất do có cấu tạo hỗn hợp (các đơn vị vũ trang kết hợp với các đơn vị bộ binh, thiết giáp, pháo binh, đơn vị hỗ trợ chiến đấu và đơn vị hỗ trợ hậu cần) và có khả năng tác chiến linh hoạt cao.
Hệ thống chỉ huy từ cao xuống thấp trong Lực lượng Phòng vệ Mặt đất Nhật Bản:
• Chỉ huy trưởng cấp Quân đoàn-Quân khu là Lục tướng (tương đương cấp Trung tướng)
• Chỉ huy trưởng cấp Sư đoàn là Lục tướng hổ (tương đương cấp Thiếu tướng)
• Chỉ huy trưởng cấp Lữ đoàn là Nhất đẳng lục tá (tương đương cấp Đại tá)
• Chỉ huy trưởng cấp Tiểu đoàn là Nhị đẳng lục tá (tương đương cấp Trung tá)
• Chỉ huy trưởng cấp Đại đội là Nhất đẳng lục úy (tương đương cấp Đại úy)
• Chỉ huy trưởng cấp Trung đội là Nhị đẳng lục úy (tương đương cấp Trung úy)
• Ngoài ra, ở cấp tiểu đội trưởng do Nhị đẳng lục tào hoặc Tam đẳng lục tào chỉ huy (tương đương với Trung sĩ nhất hoặc Trung sĩ). Ở cấp Trung đội, hỗ trợ huấn luyện cho các binh sĩ có các Nhất đẳng lục tào (tương đương Thượng sĩ) và các Lục tào trưởng (tương đương với Thượng sĩ tham mưu) sẽ cố vấn chiến thuật để hỗ trợ cho các chỉ huy trưởng tiểu đoàn, có quyền hạn và trách nhiệm đứng thứ 3 trong tiểu đoàn sau Tiểu đoàn trưởng và Tiểu đoàn phó
Hiện tại Lực lượng Phòng vệ Mặt đất Nhật Bản có các đơn vị như sau:
• 8 Sư đoàn Bộ binh (1, 2, 3, 4, 6, 8, 9, 10)
• Sư đoàn Thiết giáp 7
• 5 Lữ đoàn Bộ binh (5, 11, 13, 14, 15) (được chuyển đổi từ Sư đoàn 5, 11, 13, 14, 15 Bộ binh)
• Lữ đoàn Đột kích không vận 12 (trước đây là Lữ đoàn Bộ binh 12, được chuyển đổi từ Sư đoàn Bộ binh 12)
• Lữ đoàn Dù 1
• 5 Lữ đoàn Huấn luyện
• 1 Lữ đoàn Pháo Dã chiến
• 2 Lữ đoàn Phòng không
• 4 Lữ đoàn Công binh
• Lữ đoàn Trực thăng Không vận 1 (gồm 24 phi đoàn trực thăng và 2 trung đội trực thăng chống tăng)
• Lực lượng Tác chiến Phản ứng nhanh Trung tâm Quốc gia Nhật Bản
Lực lượng Tác chiến Phản ứng nhanh Trung tâm Quốc gia Nhật Bản có quân số hiện tại là 5,400 người gồm có các đơn vị như sau:
• Bộ Chỉ Huy đặt tại trại Asaka, Nerima, Tokyo có 230 người
• Lữ đoàn Lính dù 1 đóng ở trại Narashino, Funabashi, Chiba có 1,900 người
• Lữ đoàn Trực thăng Không vận 1 (được huấn luyện bởi Trung đoàn 160 Không vận Chiến dịch Đặc Biệt Hoa Kỳ) đóng tại trại Kisarazu, Kisarazu, Chiba có 900 người
• Trung đoàn Tìm kiếm và Cứu nạn đóng tại trai Utsunomiya, Utsunomiya, Tochigi có 700 người
• Liên đoàn Lực lượng Đặc nhiệm Nhật Bản (được huấn luyện bởi Lực lượng Đặc Biệt và Lực lượng Delta Hoa Kỳ) đóng tại trại Narashino, Funabashi, Chiba có 600 người
• Trung tâm Phòng vệ Vũ khí Hạt nhân, Sinh học, Hóa học đóng tại trại Ōmiya, Kita-ku, Saitama có 155 người
• Đơn vị Quân y Phòng chống Vũ khí Hạt nhân, Sinh học, Hóa học đóng tại trại Asaka, Nerima, Tokyo có 70 người
• Đơn vị Huấn luyện các hoạt động giữ gìn hòa bình Liên Hợp Quốc đóng tại trại Komakado, Gotemba, Shizuoka có 80 người
• Trung đoàn Bộ binh phía Tây (Thủy Quân Lục Chiến) đóng tại trại Sasebo, Nagasaki có 765 người, đơn vị bộ binh hạng nhẹ, phản ứng nhanh, được huấn luyện tác chiến thủy bộ bởi Thủy Quân Lục Chiến Hoa Kỳ
Các lực lượng quân sự này có nhiệm vụ phòng vệ khắp nơi trên nước Nhật (xem Sơ đồ phân bố các Sư đoàn, Lữ đoàn của quân đội Nhật). Cơ cấu các cấp của Lực lượng Phòng vệ Mặt đất Nhật Bản có quy mô rất nhỏ nhưng bù lại tổ chức linh hoạt và trang bị vô cùng tinh vi, hiện đại nhất châu Á.
Ngoài ra, còn có các tổ chức và đơn vị khác:
• Bộ Chỉ Huy Điều phối Nhiên liệu và Nguyên vật liệu Nhật Bản
• Bộ Chỉ Huy Tìm kiếm và Triển khai trên bộ Nhật Bản
• Bộ Chỉ Huy Lực lượng Truyền tin Nhật Bản
• Lực lượng Quân cảnh Nhật Bản
• Bộ Chỉ Huy Tình báo Quân sự Nhật Bản
• Bộ Chỉ Huy Phòng vệ Tình báo Nhật Bản (bảo vệ và phản gián)
• Trường Cao đẳng đào tạo sĩ quan tham mưu Lục quân Nhật Bản
• Trường tuyển chọn và đào tạo sĩ quan Lục quân Nhật Bản
Phân bố của 5 quân đoàn, tương ứng với 5 quân khu

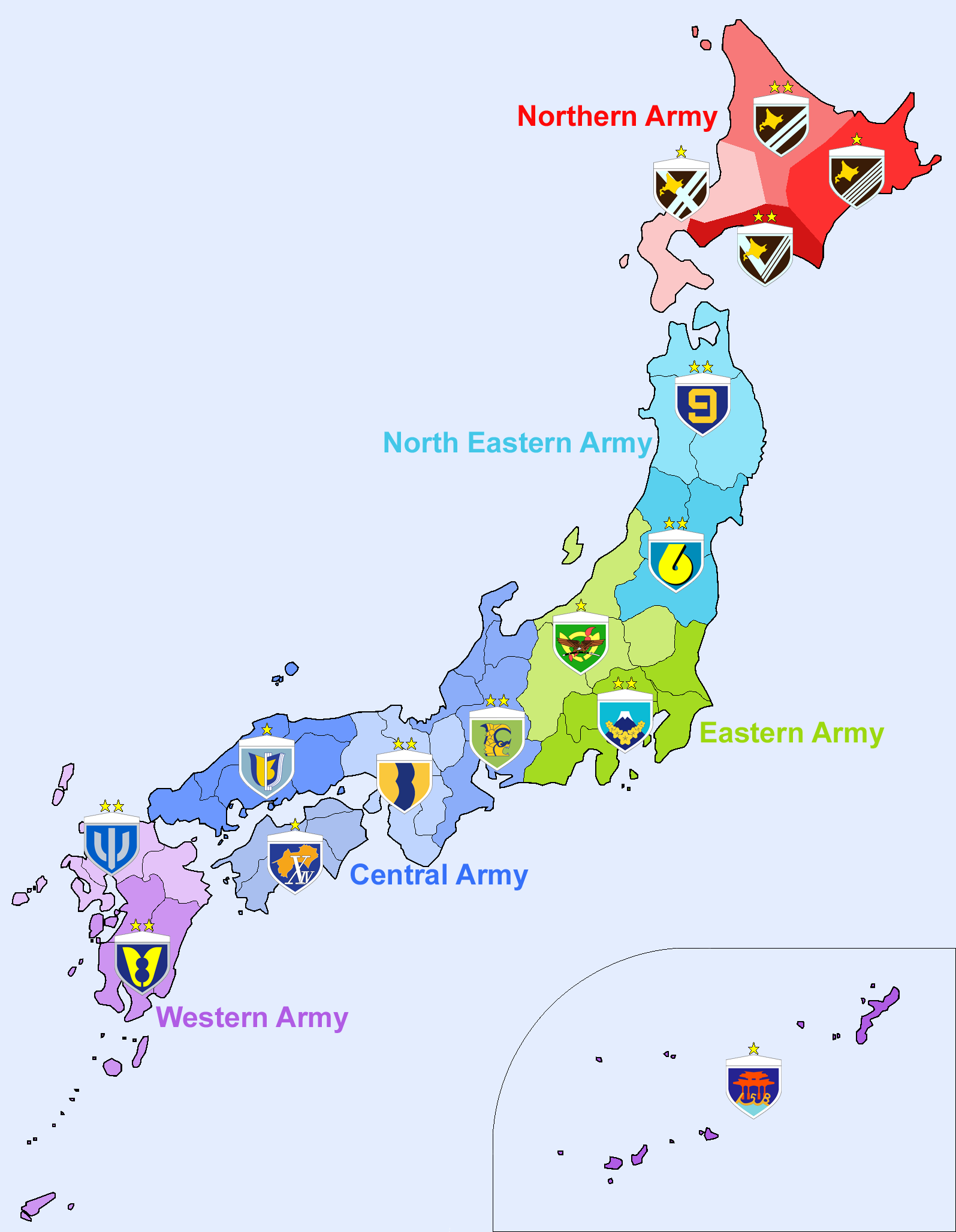
Bản đồ phân bố các đơn vị chiến đấu của Lực lượng Phòng vệ Mặt đất Nhật Bản

- Quân đoàn Phương Bắc Nhật Bản, tổng hành dinh ở Sapporo, Hokkaidō, chịu trách nhiệm phòng thủ khu vực Hokkaidō

•  Sư đoàn Bộ binh 2, đóng tại trại Asahikawa, Asahikawa; chịu trách nhiệm phòng thủ Tây Bắc Hokkaido
•  Lữ đoàn Bộ binh 5, đóng tại trại Obihiro, Obihiro; chịu trách nhiệm phòng thủ Đông Bắc Hokkaido
•  Sư đoàn Thiết giáp 7, đóng tại trại Higashi Chitose, Chitose; chịu trách nhiệm phòng thủ Nam Hokkaido
•  Lữ đoàn Bộ binh 11, đóng tại trại Makomanai, Sapporo; chịu trách nhiệm phòng thủ Tây Nam Hokkaido
• Lữ đoàn Pháo binh 1, đóng tại trại Kita Chitose ở Chitose
• Lữ đoàn Phòng không 1 gồm Liên đoàn 1 đóng tại trại Higashi Chitose và Liên đoàn 4 đóng tại trại Nayoro ở Nayoro (trang bị hệ thống tên lửa MIM-23 Hawk)
• Lữ đoàn Huấn luyện Quân đoàn Phương Bắc, đóng tại trại Higashi Chitose
• Trung đội Công binh, đóng tại trại Minami Eniwa, Eniwa
• Đơn vị tác chiến điện tử số 1, đóng tại Higashi Chitose
• Liên đoàn Truyền tin Quân đoàn Phương Bắc, đóng tại trại Sapporo
• Liên đoàn Không vận Quân đoàn Phương Bắc, đóng tại trại Okadama, Sapporo
• Liên đoàn Hỗ trợ Hậu cần Quân đoàn Phương Bắc, đóng tại trại Shimamatsu, Eniwa
• Phân đội Tài chính Quân đoàn Phương Bắc, đóng tại trại Sapporo
• Phân đội Quân y Quân đoàn Phương Bắc, đóng tại trại Makomanai
• Cục Tình báo Quân đoàn Phương Bắc, đóng tại trại Sapporo
• Ban quân nhạc Quân đoàn Phương Bắc, đóng tại trại Makomanai
• Bộ chỉ huy công tác huấn luyện hỗ trợ Quân đoàn Phương Bắc, đóng tại trại Higashi Chitose
• Đại đội Đất đối Hạm và Chống Chiến Xa Quân đoàn Phương Bắc, đóng tại trại Kutchan, Kutchan (trang bị hệ thống tên lửa đa năng Type 96)
• Tổng kho Tiếp liệu và Tiếp vận, yểm trợ Hậu cần Hokkaidõ, đặt ở trại Shimamatsu, chứa hơn 100.000 tấn đạn dược và nhiên liệu cung cấp cho Quân đoàn Phương Bắc
- Quân đoàn Đông Bắc Nhật Bản, tổng hành dinh ở Sendai, Miyagi, chịu trách nhiệm phòng thủ khu vực Tōhoku

•  Sư đoàn Bộ binh 6, đóng tại Higashine, chịu trách nhiệm phòng thủ các tỉnh: Fukushima, Miyagi, Yamagata
•  Sư đoàn Bộ binh 9, đóng tại Aomori, chịu trách nhiệm phòng thủ các tỉnh: Akita, Aomori, Iwate
• Lữ đoàn Công binh 2, đóng tại Shibata
• Lữ đoàn Huấn luyện Quân khu Đông Bắc, đóng tại Sendai
• Đơn vị Pháo binh Đông Bắc gồm Trung đoàn Tên lửa Mặt đất 4, đóng tại Hachinohe (trang bị tên lửa đất đối hạm Type-88) và Tiểu đoàn Pháo binh 130, đóng tại Sendai (trang bị hệ thống pháo phản lực đa nòng M270)
• Liên đoàn Phòng không 5, đóng ở trại Hachinohe (trang bị hệ thống tên lửa MIM-23 Hawk)
• Liên đoàn Truyền tin Quân đoàn Đông Bắc, đóng tại Sendai
• Liên đoàn Không vận Quân đoàn Đông Bắc, đóng tại Sendai
• Liên đoàn Hỗ trợ Hậu cần Quân đoàn Đông Bắc, đóng tại Sendai
• Phân đội Tài chính Quân đoàn Đông Bắc, đóng tại Sendai
• Phân đội Quân y Quân đoàn Đông Bắc, đóng tại Sendai
• Cục Tình báo Quân đoàn Đông Bắc, đóng tại Sendai
• Ban quân nhạc Quân đoàn Đông Bắc, đóng tại Sendai
• Bộ chỉ huy công tác huấn luyện hỗ trợ Quân đoàn Đông Bắc, đóng tại Senda
• Tổng kho Tiếp liệu và Tiếp vận, yểm trợ Hậu cần Tõhoku, đóng tại Sendai, chứa hơn 70.000 tấn đạn dược và nhiên liệu cung cấp cho Quân đoàn Đông Bắc
- Quân đoàn Phương Đông Nhật Bản, tổng hành dinh ở Nerima, Tokyo, chịu trách nhiệm phòng thủ khu vực Kantō và bắc khu vực Chūbu

•  Sư đoàn Bộ binh 1, đóng tại trại Nerima, Nerima, chịu trách nhiệm phòng thủ Thủ đô Tokyo và các tỉnh: Chiba, Ibaraki, Kanagawa, Saitama, Shizuoka và Yamanashi
•  Lữ đoàn Bộ binh 12 (Đột kích không vận), đóng tại trại Soumagahara, Shintō, chịu trách nhiệm phòng thủ các tỉnh: Gunma, Nagano, Niigata và Tochigi
• Lữ đoàn Công binh 1, đóng tại trại Koga, Koga
• Lữ đoàn Huấn luyện Quân đoàn Phương Đông, đóng tại trại Takeyama, Yokosuka
• Liên đoàn Phòng không 2, đóng tại trại Matsudo, Matsudo (trang bị hệ thống tên lửa Type 3 Chũ-SAM)
• Liên đoàn Truyền tin Quân đoàn Phương Đông, đóng tại trại Asaka
• Liên đoàn Không vận Quân đoàn Phương Đông, đóng tại trại Tachikawa, Tachikawa
• Liên đoàn Hỗ trợ Hậu cần Quân đoàn Phương Đông, đóng tại trại Asaka
• Phân đội Tài chính Quân đoàn Phương Đông, đóng tại trại Asaka
• Phân đội Quân y Quân đoàn Phương Đông, đóng tại trại Asaka
• Cục Tình báo Quân đoàn Phương Đông, đóng tại trại Asaka
• Ban quân nhạc Quân đoàn Phương Đông, đóng tại trại Asaka
• Bộ chỉ huy công tác huấn luyện hỗ trợ Quân đoàn Phương Đông, đóng tại trại Asaka
• Tổng kho Tiếp liệu và Tiếp vận, yểm trợ Hậu cần Kantõ, đóng tại trại Kasumigaura, Tsuchiura, chứa hơn 150.000 tấn đạn dược và nhiên liệu cung cấp cho Quân đoàn Phương Đông
- Quân đoàn Trung tâm Nhật Bản, tổng hành dinh ở Itami, Hyōgo, chịu trách nhiệm phòng thủ các khu vực: Chūgoku, Kansai, Shikoku và nam khu vực Chūbu

•  Sư đoàn Bộ binh 3, đóng tại Itami, chịu trách nhiệm phòng thủ các tỉnh: Hyōgo, Kyōto, Nara, Ōsaka, Shiga và Wakayama
•  Sư đoàn Bộ binh 10, đóng tại Nagoya, chịu trách nhiệm phòng thủ các tỉnh: Aichi, Fukui, Gifu, Ishikawa, Mie và Toyama
•  Lữ đoàn Bộ binh 13, đóng tại Kaita, chịu trách nhiệm phòng thủ khu vực Chūgoku
•  Lữ đoàn Bộ binh 14, đóng tại Zentsūji, chịu trách nhiệm phòng thủ khu vực Shikoku
• Lữ đoàn Công binh 4, đóng tại Uji
• Liên đoàn Phòng không 8, đóng tại Ono (trang bị hệ thống tên lửa Type 3 Chũ-SAM)
• Lữ đoàn Huấn luyện Quân đoàn Trung tâm, đóng tại Ostu
• Liên đoàn Truyền tin Quân đoàn Trung tâm, đóng tại Itami
• Liên đoàn Không vận Quân đoàn Trung tâm, đóng tại Yao
• Liên đoàn Hỗ trợ Hậu cần Quân đoàn Trung tâm, đóng tại Kyoto
• Phân đội Quân y Quân đoàn Trung tâm đóng tại trại Itami
• Tiểu đoàn Tình báo Quân đoàn Trung tâm, đóng tại trại Itami
• Tổng kho Tiếp liệu và Tiếp vận, yểm trợ Hậu cần Kansai, đóng tại Uji, chứa hơn 80.000 tấn đạn dược và nhiên liệu cung cấp cho quân đoàn Trung tâm
- Quân đoàn Phương Tây Nhật Bản, tổng hành dinh ở thành phố Kumamoto, Kumamoto, chịu trách nhiệm phòng thủ khu vực Kyūshū và khu vực Okinawa

•  Sư đoàn Bộ binh 4, đóng tại Kasuga, chịu trách nhiệm phòng thủ các tỉnh: Fukuoka, Nagasaki, Ōita và Saga
•  Sư đoàn Bộ binh 8, đóng tại Kumamoto, chịu trách nhiệm phòng thủ các tỉnh: Kagoshima, Kumamoto và Miyazaki
•  Lữ đoàn Bộ binh 15, đóng tại Naha, chịu trách nhiệm phòng thủ tỉnh Okinawa
• Trung đoàn Bộ binh Phía Tây (Thủy Quân Lục Chiến Nhật Bản), đóng tại Sasebo
• Lữ đoàn Công binh 5, đóng tại Ogõri
• Lữ đoàn Huấn luyện Quân đoàn Phương Tây, đóng tại Sasebo
• Lữ đoàn Phòng không 2 gồm Liên đoàn 3 đóng tại Iizuka và Liên đoàn 7 đóng tại Õmura (trang bị hệ thống tên lửa MIM-23 Hawk)
• Lực lượng Pháo binh Quân đoàn Phương Tây gồm Trung đoàn Tên lửa chống hạm 5, đóng tại Kumamoto (trang bị tên lửa đất đối hạm Type 88) và Tiểu đoàn Pháo tự hành 112 (trang bị pháo tự hành M110), Tiểu đoàn Pháo phản lực 132 (trang bị hệ thống pháo phản lực đa nòng M270) đều đóng tại Yufu
• Liên đoàn Truyền tin Quân đoàn Phương Tây, đóng tại Kumamoto
• Liên đoàn Không vận Quân đoàn Phương Tây, đóng tại Mashiki
• Liên đoàn Hỗ trợ Hậu cần Quân đoàn Phương Tây, đóng tại Yoshinogari
• Phân đội Quân y Quân đoàn Phương Đông, đóng tại trại Kumamoto
• Tiểu đoàn Tình báo Quân đoàn Phương Tây, đóng tại trại Kumamoto
• Tổng kho Tiếp liệu và Tiếp vận, yểm trợ Hậu cần Kyũshũ, đóng tại Yoshinogari, chứa hơn 200.000 tấn đạn dược và nhiên liệu cung cấp cho Quân đoàn Phương Tây

## Cấp bậc
Trưởng lục tướng hay đầy đủ là Thống hiệp Lục thượng Mạc liêu Trưởng lục tướng (統合・陸上幕僚・長陸将) là danh xưng cấp bậc dành riêng cho Tham mưu trưởng Lực lượng Phòng vệ Mặt đất Nhật Bản, không phải quân hàm chính thức, nhưng được sử dụng như cấp hiệu riêng phân biệt, tương đương cấp bậc Đại tướng 4 sao của Hoa Kỳ. Chính thức, thì cấp bậc Lục tướng là quân hàm cao nhất của Lực lượng Phòng vệ Mặt đất Nhật Bản, tương đương cấp bậc Trung tướng ở các quốc gia khác. Dưới cấp Lục tướng là cấp bậc Lục tướng hổ, được chia thành Nhất đẳng Lục tướng hổ (tương đương Thiếu tướng) và Nhị đẳng Lục tướng hổ (tương đương Chuẩn tướng), nhưng sử dụng cùng một cấp hiệu. Chuẩn lục úy là cũng là cấp bậc không chính thức, dành cho Học viên sĩ quan, tương đương cấp bậc Chuẩn úy.

### Sĩ quan （幹部）
| Chuẩn bậc NATO               | OF-9                         | OF-8               | OF-7                 | OF-5             | OF-4               | OF-3               | OF-2             | OF-1               | OF-1               |
| Cấp bậc                      | Đại tướng （幕僚長たる陸将） | Trung tướng (陸将) | Thiếu tướng (陸将補) | Đại tá (1等陸佐) | Trung tá (2等陸佐) | Thiếu tá (3等陸佐) | Đại úy (1等陸尉) | Trung úy (2等陸尉) | Thiếu úy (3等陸尉) |
| ---------------------------- | ---------------------------- | ------------------ | -------------------- | ---------------- | ------------------ | ------------------ | ---------------- | ------------------ | ------------------ |
| Quân hàm Loại A （甲階級章） |                              |                    |                      |                  |                    |                    |                  |                    |                    |
| Quân hàm Loại B （乙階級章） |                              |                    |                      |                  |                    |                    |                  |                    |                    |
| Quân hàm dã chiến （略章）   |                              |                    |                      |                  |                    |                    |                  |                    |                    |

### Hạ sĩ quan và binh sĩ （准尉および曹士）
| Chuẩn bậc NATO               | OR-9              | OR-8               | OR-7                | OR-6                    | OR-5               | OR-3           | OR-2                | OR-1               | OR-D                            |
| Cấp bậc                      | Chuẩn úy (准陸尉) | Trưởng sĩ (陸曹長) | Thượng sĩ (1等陸曹) | Trung sĩ nhất (2等陸曹) | Trung sĩ (3等陸曹) | Hạ sĩ (陸士長) | Binh nhất (1等陸士) | Binh nhì (2等陸士) | Học viên Sĩ quan (自衛官候補生) |
| ---------------------------- | ----------------- | ------------------ | ------------------- | ----------------------- | ------------------ | -------------- | ------------------- | ------------------ | ------------------------------- |
| Quân hàm Loại A （甲階級章） |                   |                    |                     |                         |                    |                |                     |                    |                                 |
| Quân hàm Loại B （乙階級章） |                   |                    |                     |                         |                    |                |                     |                    |                                 |
| Quân hàm dã chiến （略章）   |                   |                    |                     |                         |                    |                |                     |                    | Không có quân hàm               |

## Ngân sách

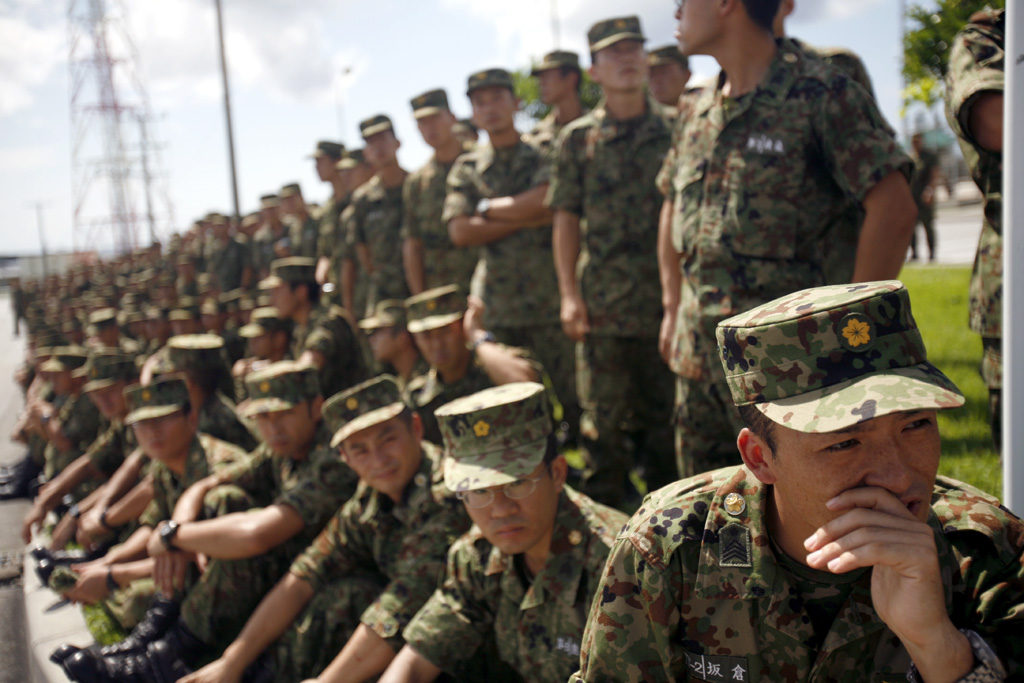
Các sĩ quan của JGSDF đang quan sát lực lượng Thủy quân lục chiến Nhật Bản diễn tập tại đảo Okinawa

Tính đến tháng 10 năm 2016, Lực lượng Phòng vệ Mặt đất Nhật Bản có 150.000 người trong tổng số 250.000 quân. Với ngân sách quốc phòng khoảng 41 tỷ USD vào năm 2016 chưa tính chi phí cho quân đội Hoa Kỳ ở Nhật, chi phí quân sự của Nhật đứng hàng thứ 7 thế giới, dưới các đồng minh phương Tây như Hoa Kỳ (577 tỷ USD), Anh (65 tỷ USD) hay thấp hơn cả các quốc gia đang có tranh chấp như Nga (65,6 tỷ USD) và Trung Quốc (146 tỷ USD). Từ năm tài khoá 2002, ngân sách quốc phòng Nhật đã vượt con số 1% GDP, vươn lên là một trong 10 quốc gia có chi tiêu cho quân sự nhiều nhất trên thế giới.

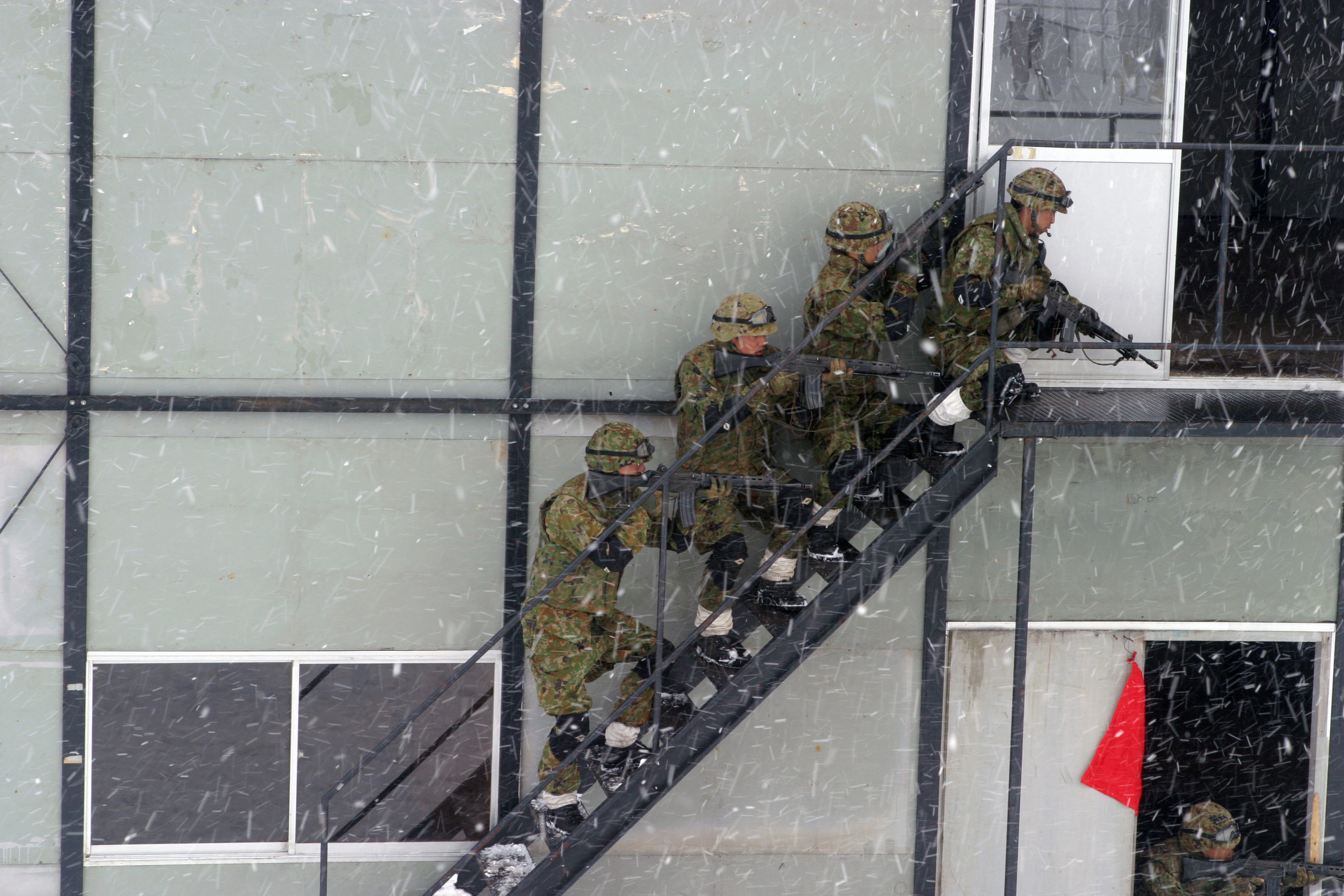
Các binh sĩ thuộc Trung đoàn Bộ binh 20 đang được huấn luyện sử dụng súng trường tấn công Howa Type 89

Hướng phát triển JGSDF chủ yếu tập trung vào giảm quân số nhưng tăng chất lượng, trang thiết bị, tăng khả năng cơ động, mở rộng phạm vi hoạt động của Lực lượng Phòng vệ Nhật Bản, tăng cường hợp tác với Mỹ đồng thời đẩy nhanh các biện pháp củng cố an ninh, phòng ngừa bị tấn công, đe dọa, công khai về quốc phòng qua các hoạt động, diễn đàn chung về an ninh, giải trừ quân bị, trao đổi quân sự với các nước trong và ngoài khu vực.
Nhật Bản là 1 quần đảo nên việc phòng thủ có nhiều thuận tiện. Từ sau thập niên 1990, khi Liên Bang Xô viết sụp đổ thì nguy cơ nước Nhật bị tấn công từ phía Bắc là không còn nhưng tình hình trong vùng vẫn không có gì thay đổi khi họ phải chịu sự đe dọa thường trực của Cộng hòa Dân chủ Nhân dân Triều Tiên và nhất là sự phát triển kinh tế của Trung Quốc trong những năm gần đây đã tạo điều kiện cho chính quyền Bắc Kinh gia tăng năng lực quân sự của Quân Giải phóng Nhân dân Trung Quốc.
Gần đây qua sự mở rộng quân sự công khai của Cộng Hòa Nhân dân Trung Hoa, Lục quân Nhật Bản đã thay đổi chiến lược chuyển sang tấn công chứ không còn giữ thế phòng thủ như trước. Lục quân Nhật được đánh giá là có thực lực hàng đầu trên thế giới.

## Nhân sự
Năm 1989, việc huấn luyện cơ bản cho học viên tốt nghiệp trung học cơ sở và trung học phổ thông bắt đầu được tiến hành bởi lữ đoàn huấn luyện và kéo dài khoảng ba tháng. Các khóa học đào tạo ứng viên sĩ quan nhập ngũ và hạ sĩ quan chuyên biệt đã có sẵn trong các trường chi nhánh, các hạ sĩ quan đủ tiêu chuẩn có thể tham gia vào chương trình ứng viên sĩ quan kéo dài từ 8 đến 12 tuần. Các hạ sĩ quan cao cấp và sinh viên tốt nghiệp khóa thí điểm hạ sĩ quan kéo dài 80 tuần, cũng như sinh viên tốt nghiệp Học viện Phòng vệ Nhật Bản tại Yokosuka và sinh viên tốt nghiệp tất cả các trường đại học bốn năm đều đủ điều kiện để vào các trường đào tạo sĩ quan. Các khóa học nâng cao về kỹ thuật, bay, y tế, sĩ quan chỉ huy và nhân viên cũng được tổ chức bởi JGSDF. Tương tự như JMSDF và JASDF, JGSDF đã điều hành một chương trình đào tạo thiếu sinh quân với tiêu chí là đào tạo, huấn luyện kỹ thuật cho thanh thiếu niên tốt nghiệp trung học cơ sở dưới tuổi nhập ngũ để phục vụ cho JGSDF trong tương lai.
Do mật độ dân số cao và quá trình đô thị hóa trên các hòn đảo của Nhật Bản, chỉ có một số khu vực hạn chế dành cho đào tạo quy mô lớn và ngay cả ở những khu vực này cũng phải hạn chế tiếng ồn. JGSDF đã thích ứng với những điều kiện bất lợi này bằng cách tiến hành các cuộc tập trận tại sở chỉ huy, diễn tập trên bản đồ, đầu tư vào các thiết bị mô phỏng huấn luyện và các chương trình huấn luyện khác cũng như tiến hành các cuộc tập trận bắn đạn thật tại các địa điểm ở nước ngoài như Trung tâm Huấn luyện Yakima của Hoa Kỳ.
JGSDF có hai lực lượng dự bị: lực lượng dự bị phản ứng nhanh (即応予備自衛官制度) và lực lượng dự bị chính (一般予備自衛官制度). Các thành viên của lực lượng dự bị phản ứng nhanh được đào tạo huấn luyện 30 ngày mỗi năm, còn các thành viên của lực lượng dự bị chính được đào tạo huấn luyện 5 ngày mỗi năm. Tính đến tháng 12 năm 2007, có 8.425 thành viên của lực lượng dự bị phản ứng nhanh và 22.404 thành viên của lực lượng dự bị chính.

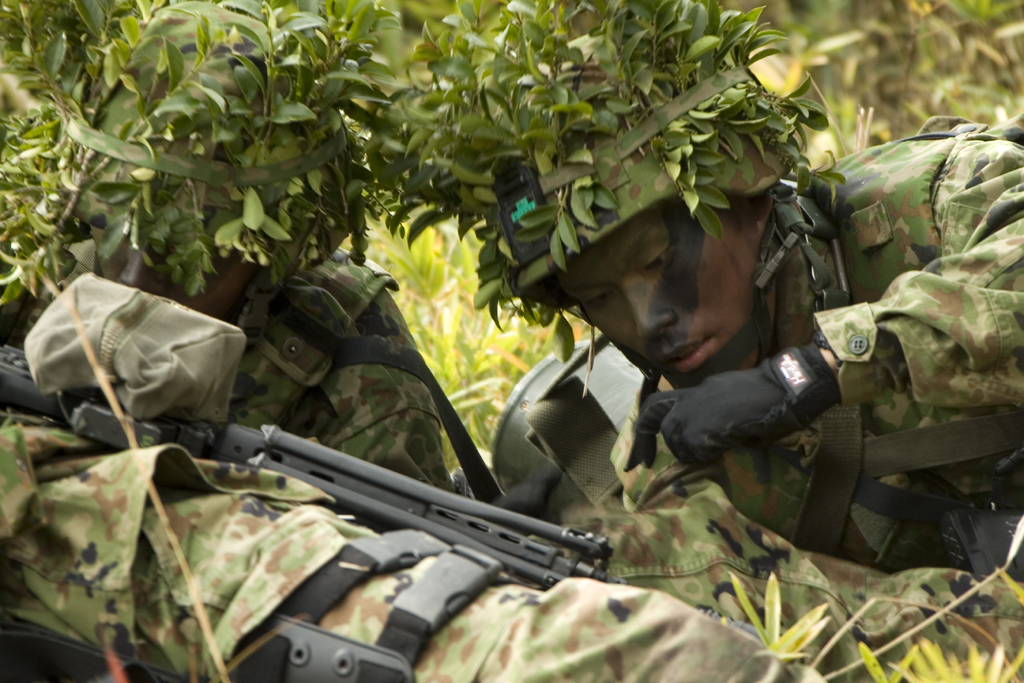
Các binh sĩ JGSDF đang thực hành cấp cứu cho thương binh tại trại huấn luyện Nihonbara vào ngày 12/11/2007
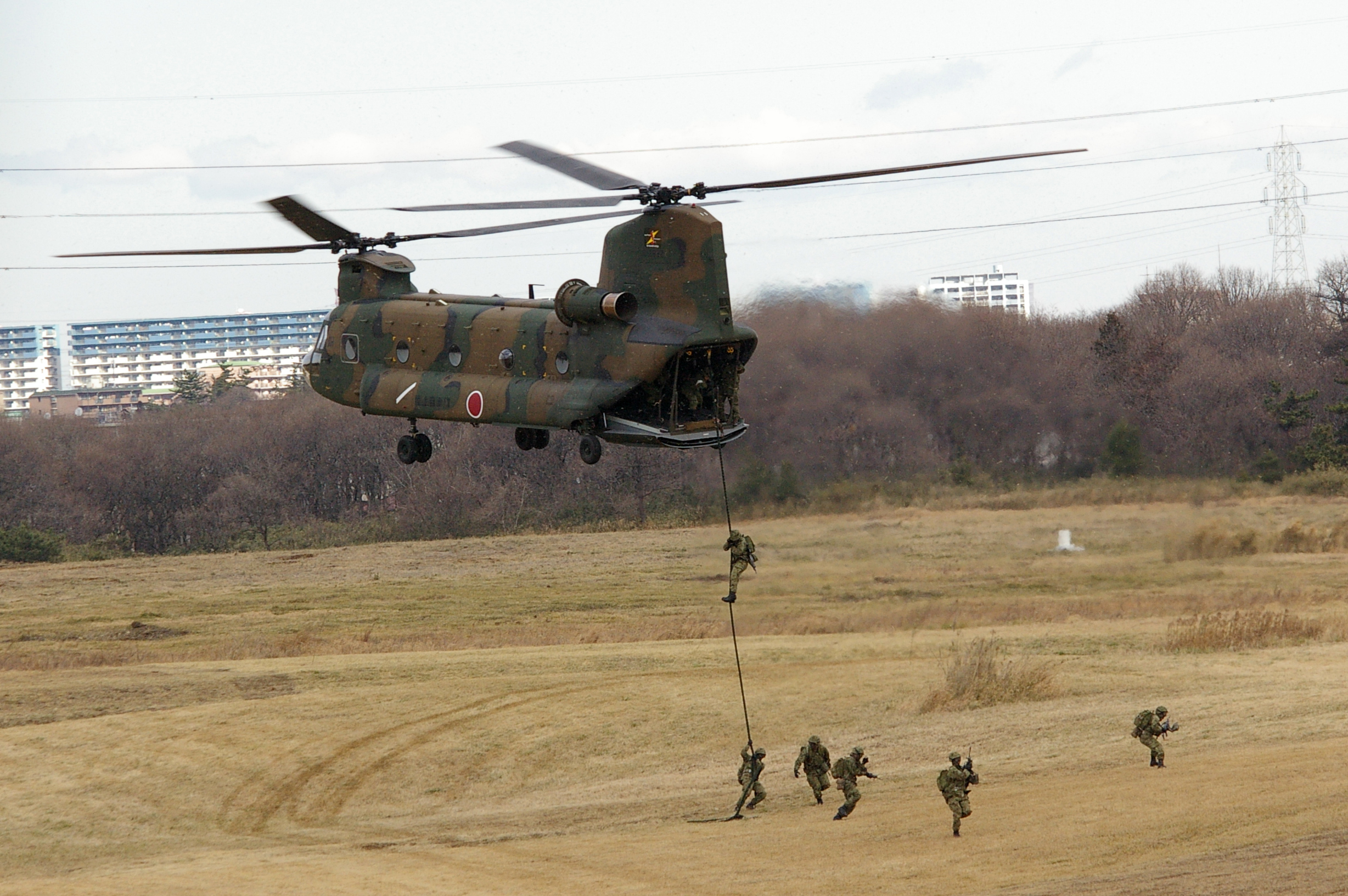
Các binh sĩ thuộc Lữ đoàn Dù 1 đang diễn tập đổ bộ bằng máy bay trực thăng Boeing CH-47 Chinook tại trại huấn luyện Narashino vào ngày 13/1/2008
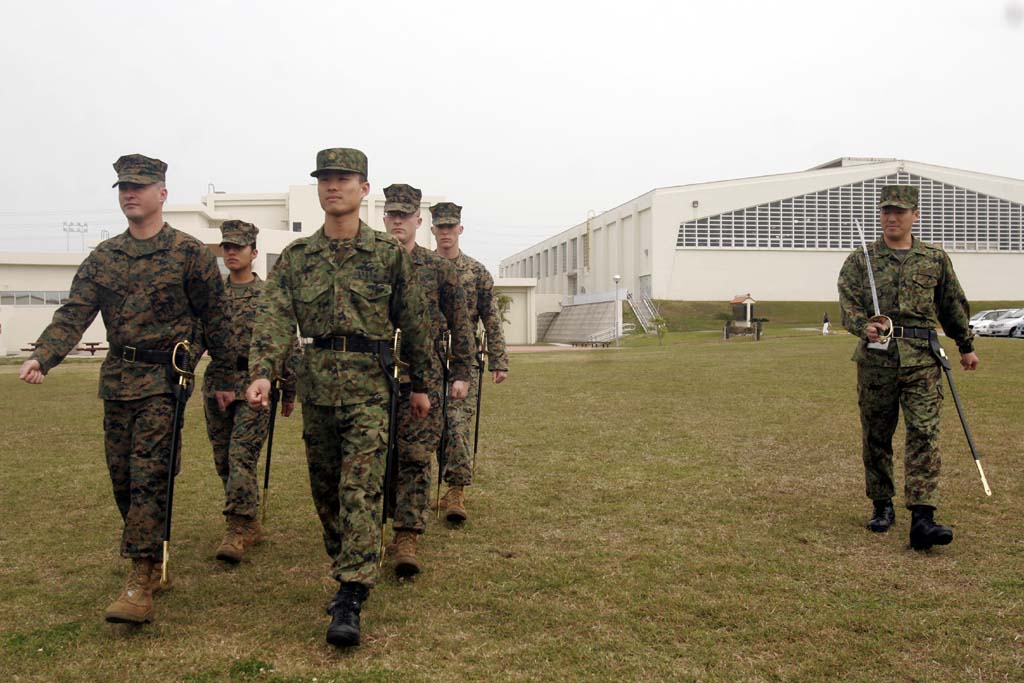
Các binh sĩ JGSDF trong buổi diễn tập của Khóa học Hạ sĩ tại trại huấn luyện vào ngày 26/2/2008
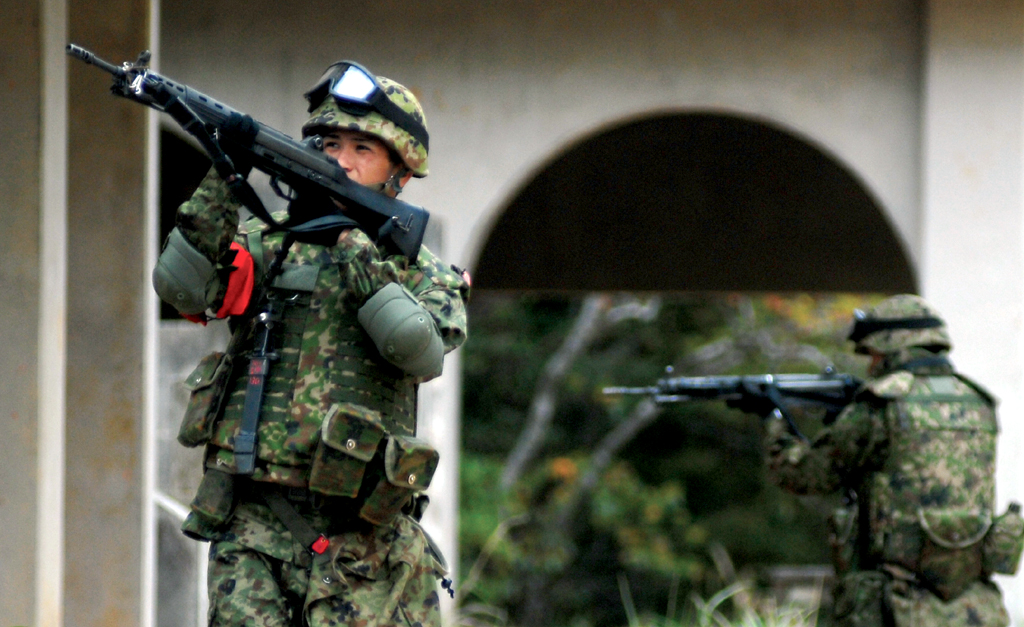
Hai binh sĩ JGSDF đang diễn tập huấn luyện tại khu vực Central Training Area dựa trên thỏa thuận của liên minh Hoa Kỳ-Nhật Bản vào ngày 17/3/2008
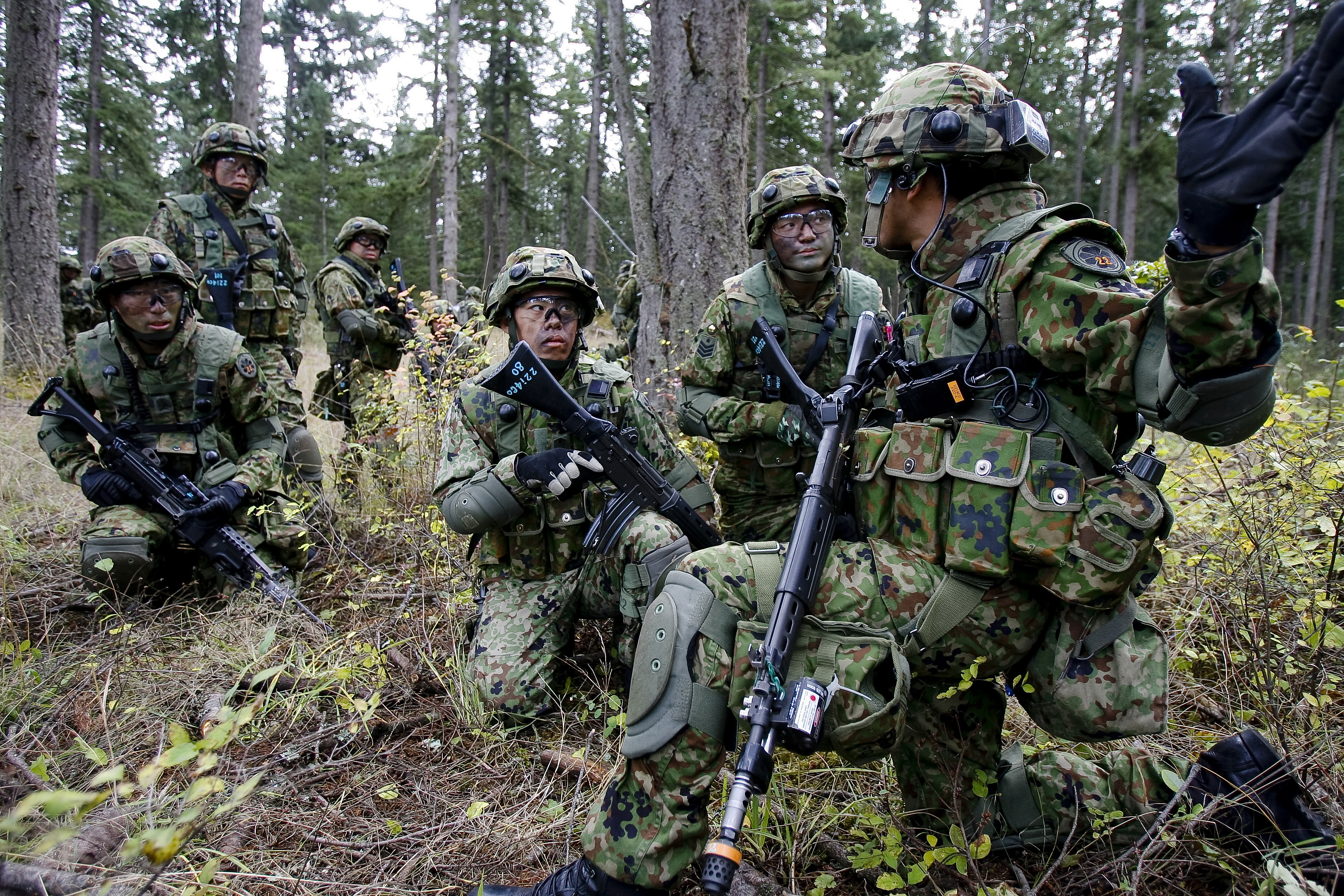
Binh sĩ thuộc Trung đoàn Bộ binh 22 đang tập trận chung với binh sĩ Hoa Kỳ tại thị trấn Leschi của pháo đài Lewis vào ngày 17/10/2008
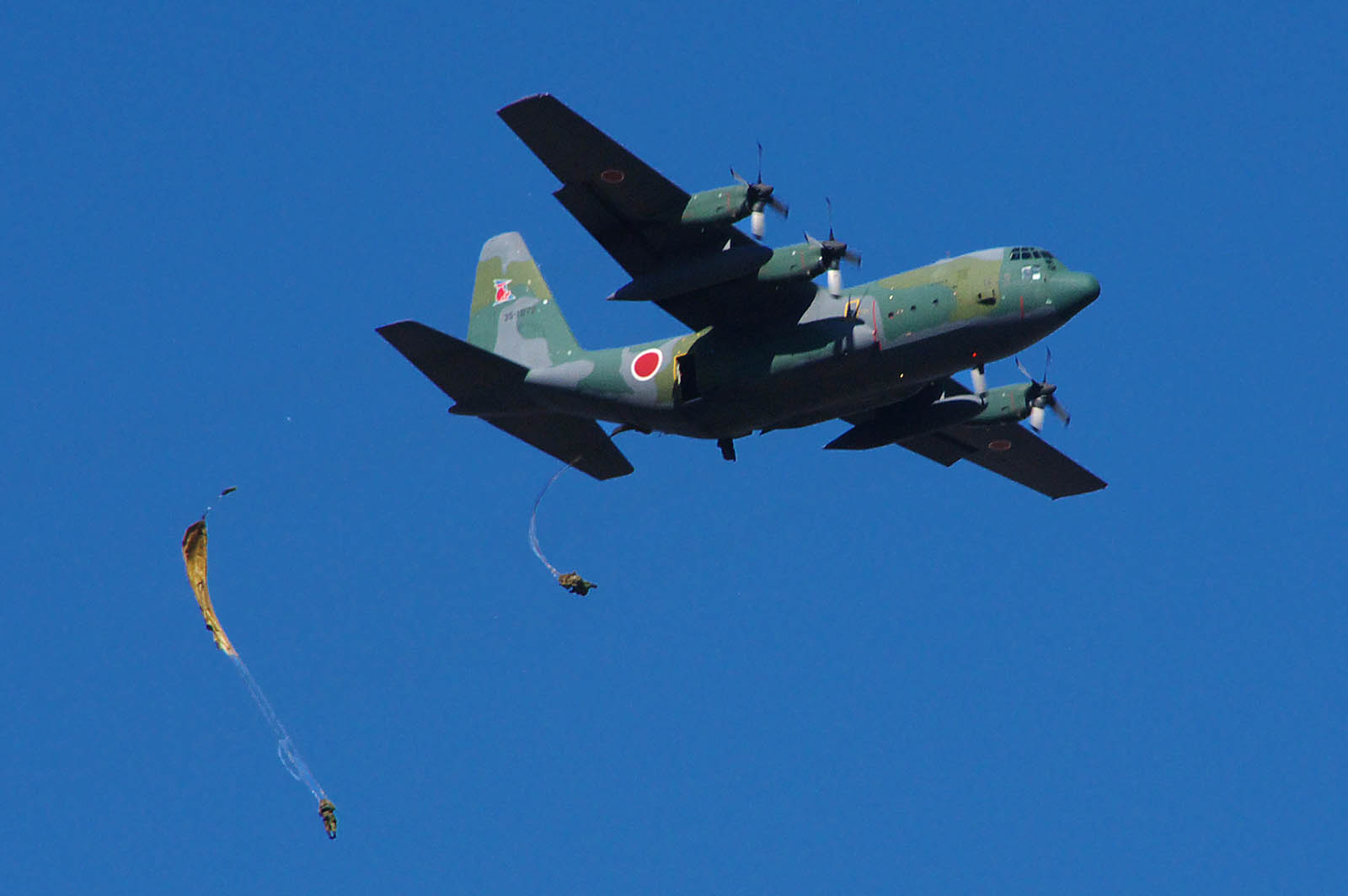
Các binh sĩ thuộc Lữ đoàn Dù 1 đang diễn tập nhảy dù bằng máy bay Lockheed C-130H tại trại huấn luyện Narashino vào ngày 11/1/2009
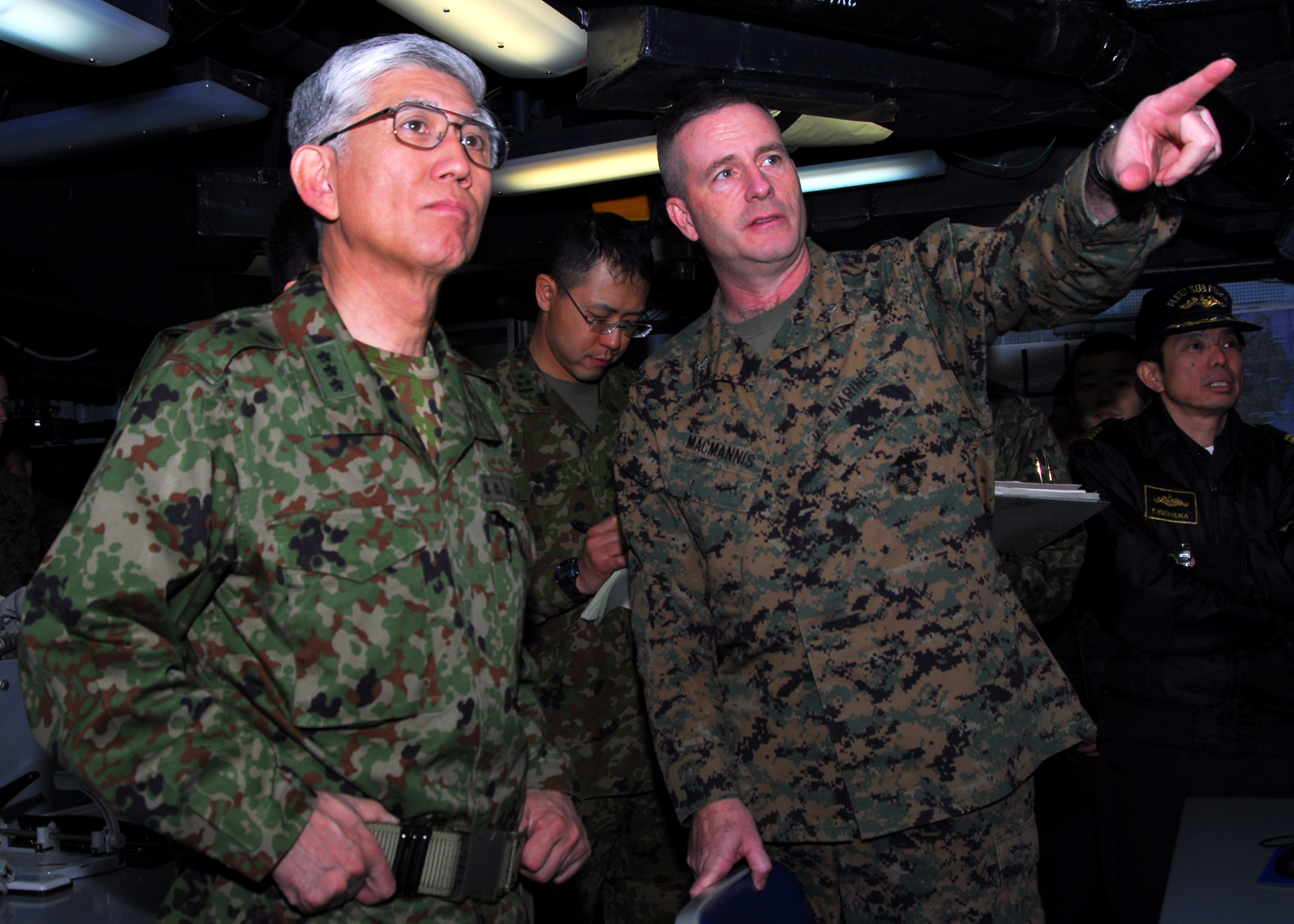
Đại tá Andrew MacMannis, sĩ quan chỉ huy Đơn vị Viễn chinh Thủy quân lục chiến 31 (31st MEU), đang thảo luận với Tham mưu trưởng JGSDF Kimizuka Eiji trên tàu USS Essex (LHD-2) vào ngày 31/3/2011
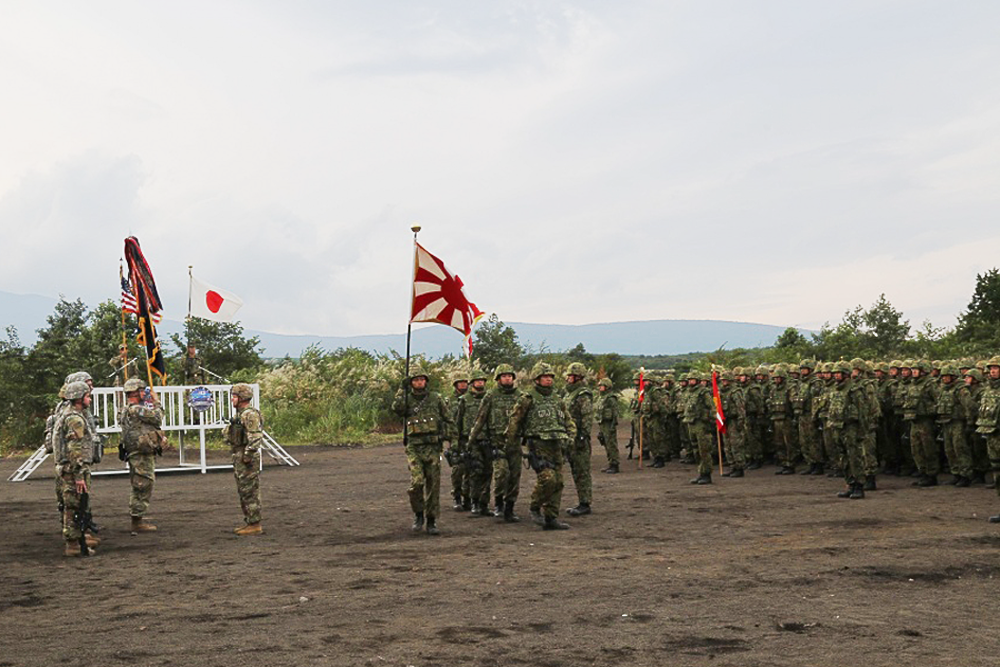
Các binh sĩ JGSDF và binh sĩ Hoa Kỳ thuộc lực lượng U.S. Army Pacific (USARPAC) tham gia lễ khai mạc Orient Shield 2017 tại trại huấn luyện Shin Yokotsuka vào ngày 11/9/2017

## Trang bị

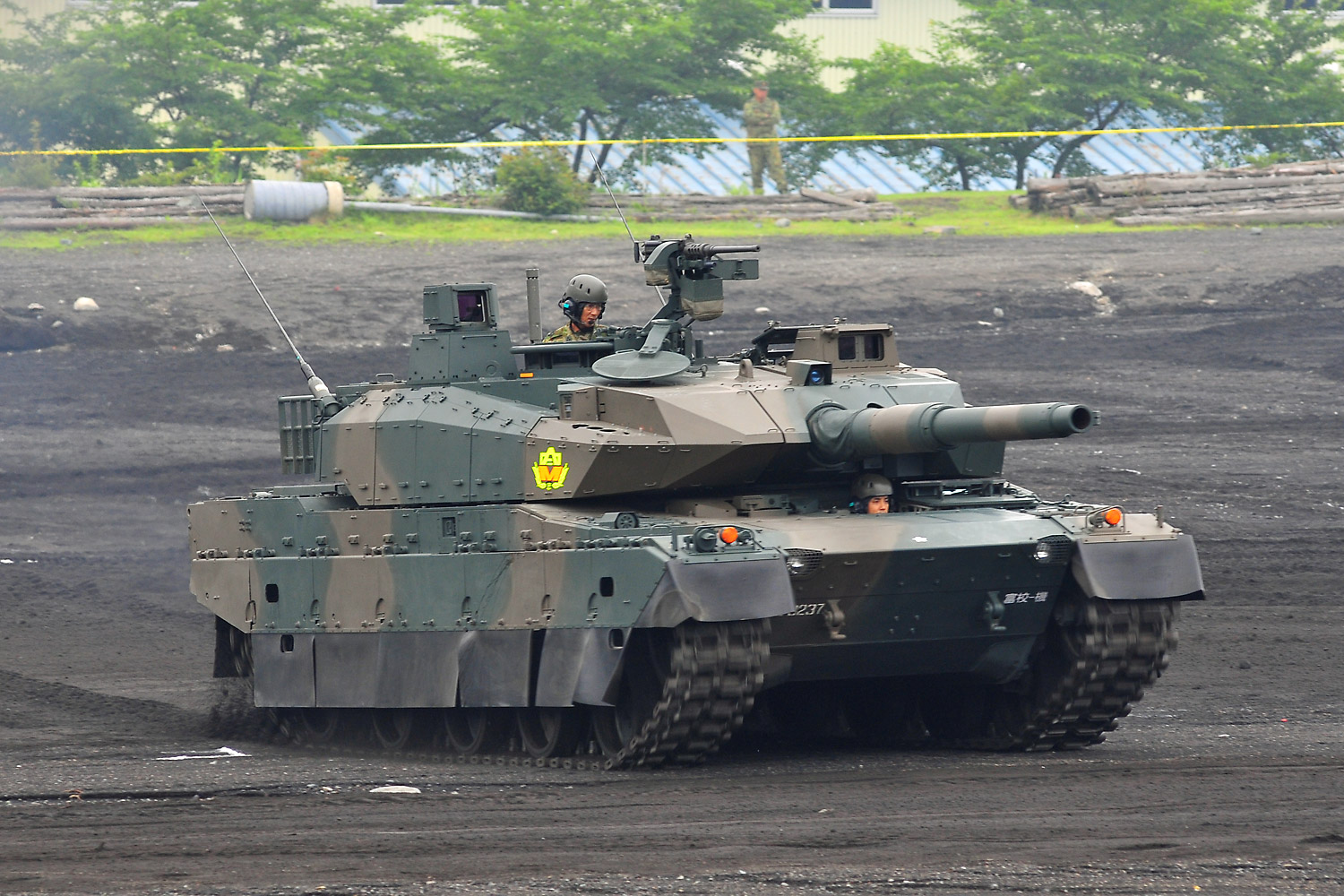
Xe tăng chiến đấu chủ lực Type 10
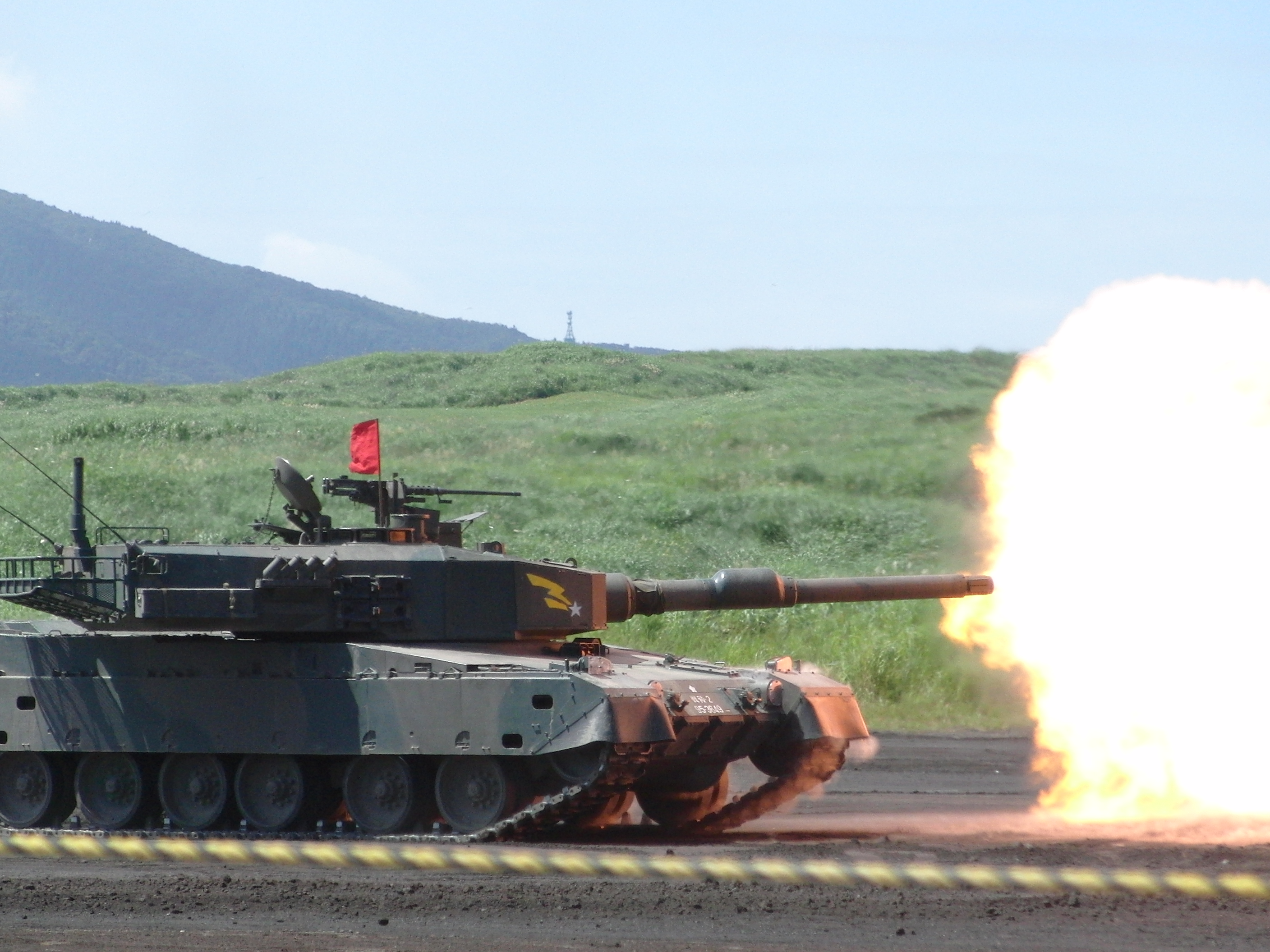
Xe tăng chiến đấu chủ lực Type 90
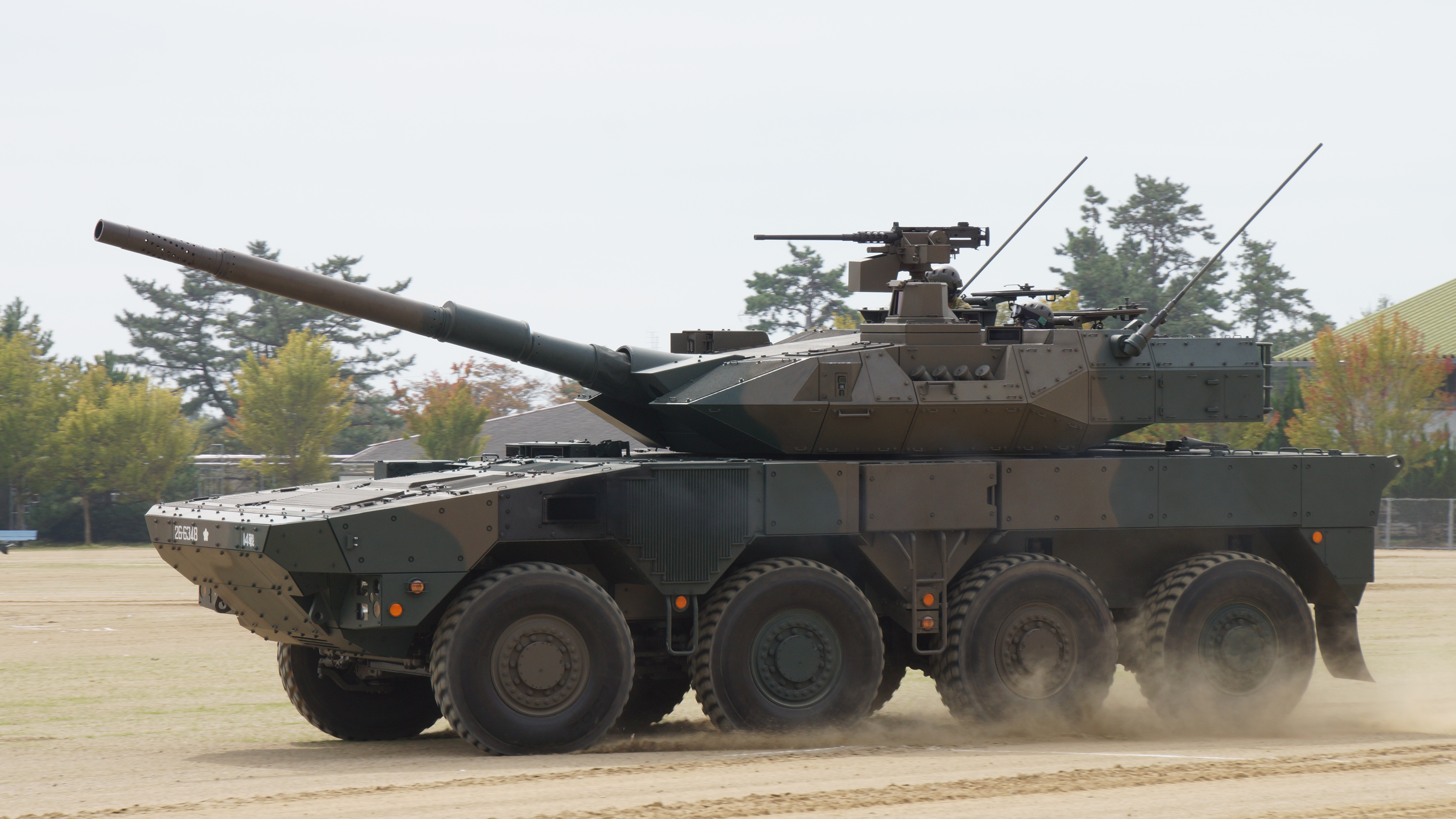
Xe tác chiến cơ động Type 16
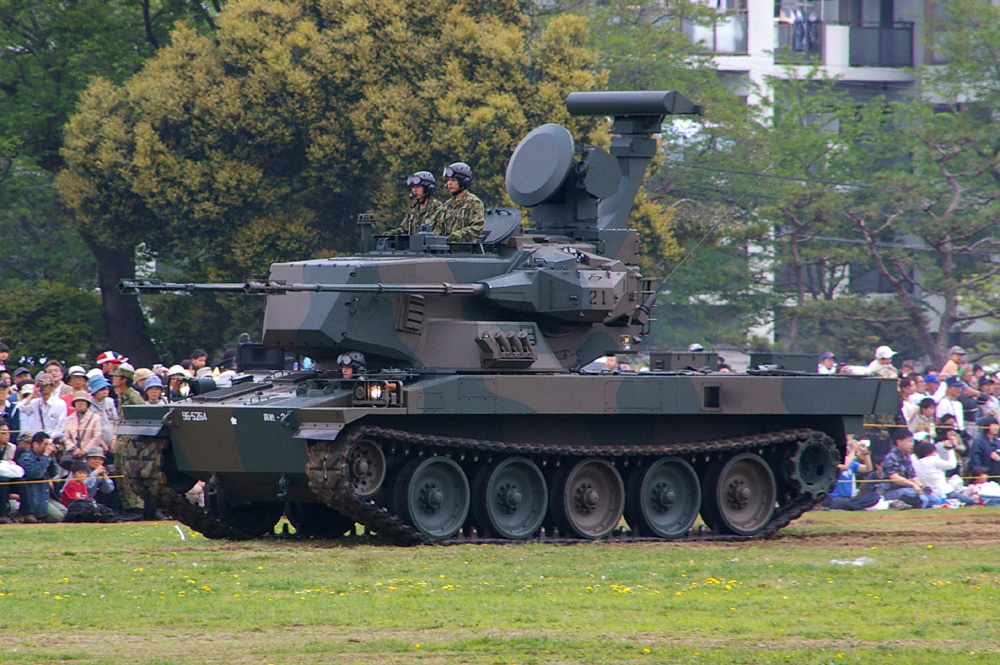
Pháo phòng không tự hành Mitsubishi Type 87
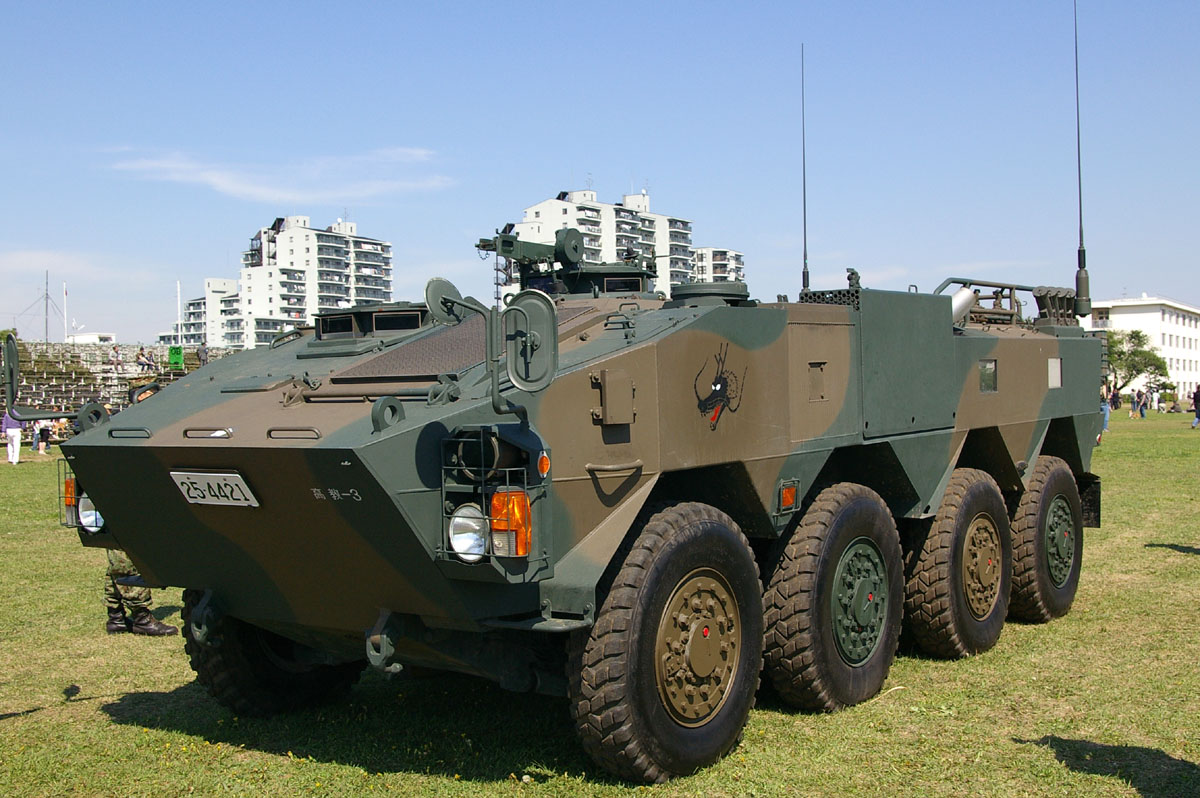
Xe bọc thép chở quân Type 96
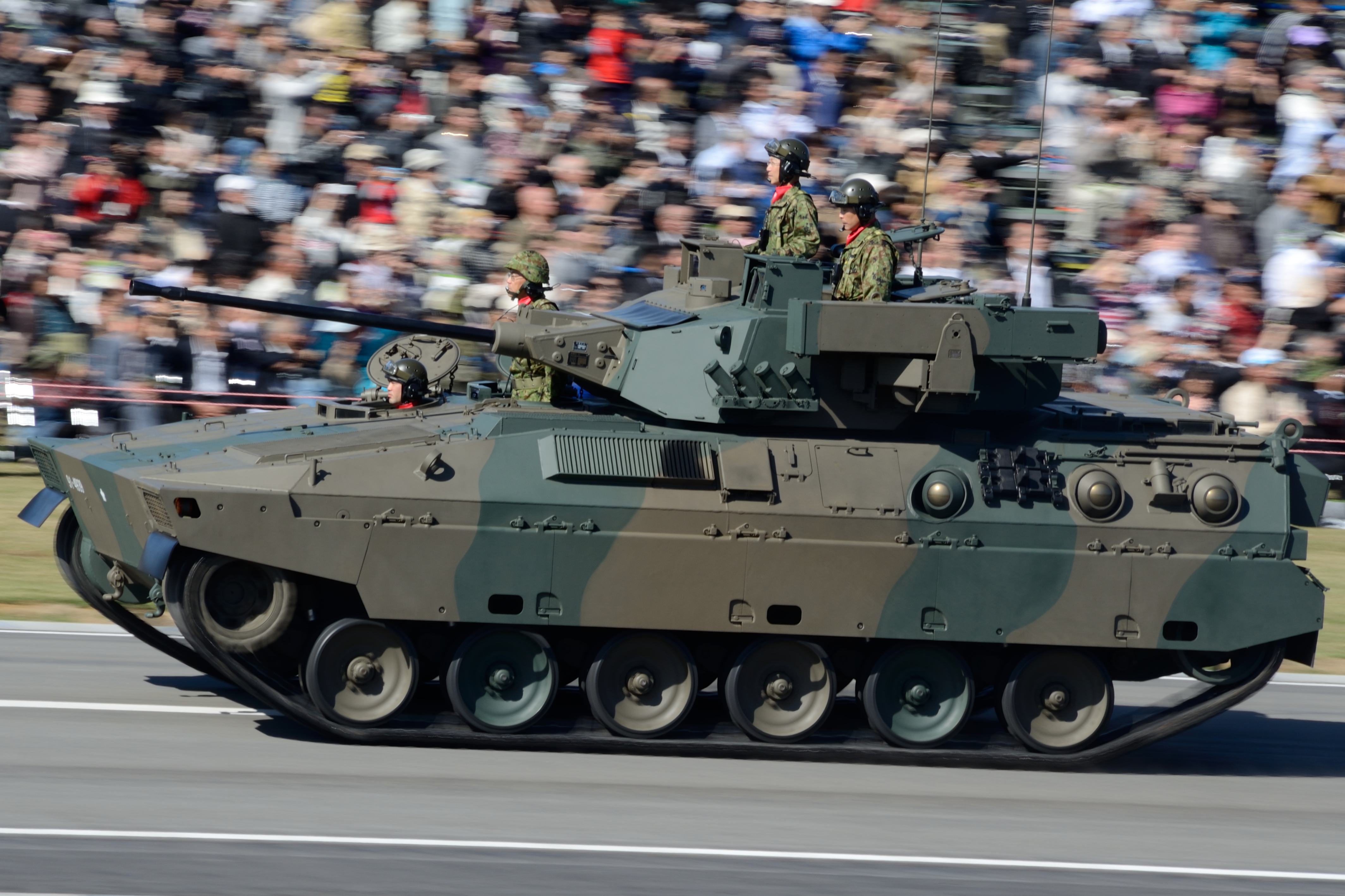
Xe chiến đấu bộ binh Mitsubishi Type 89
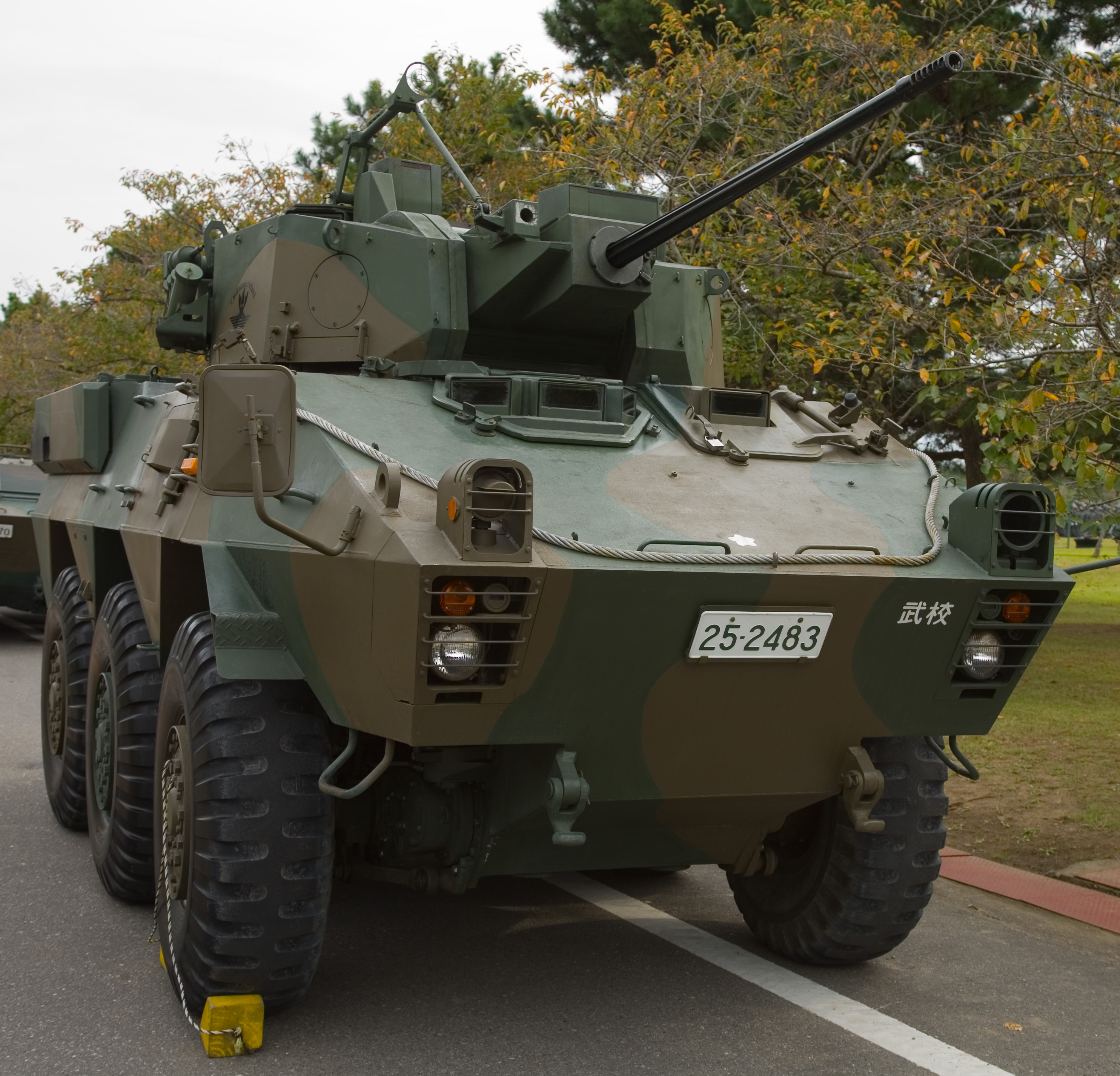
Xe tuần tra và trinh sát bọc thép Type 87
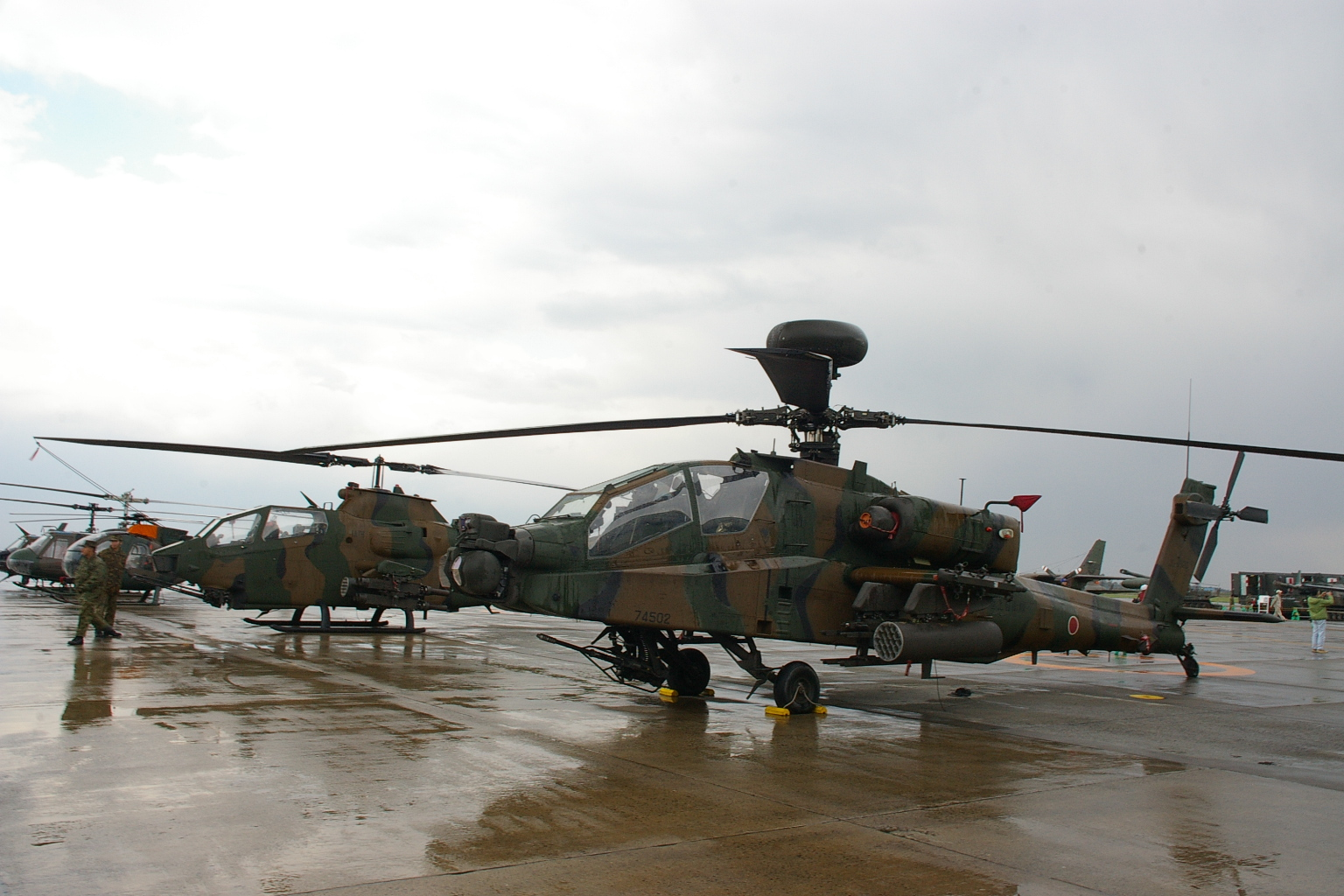
Máy bay trực thăng chiến đấu Boeing AH-64 và Bell AH-1
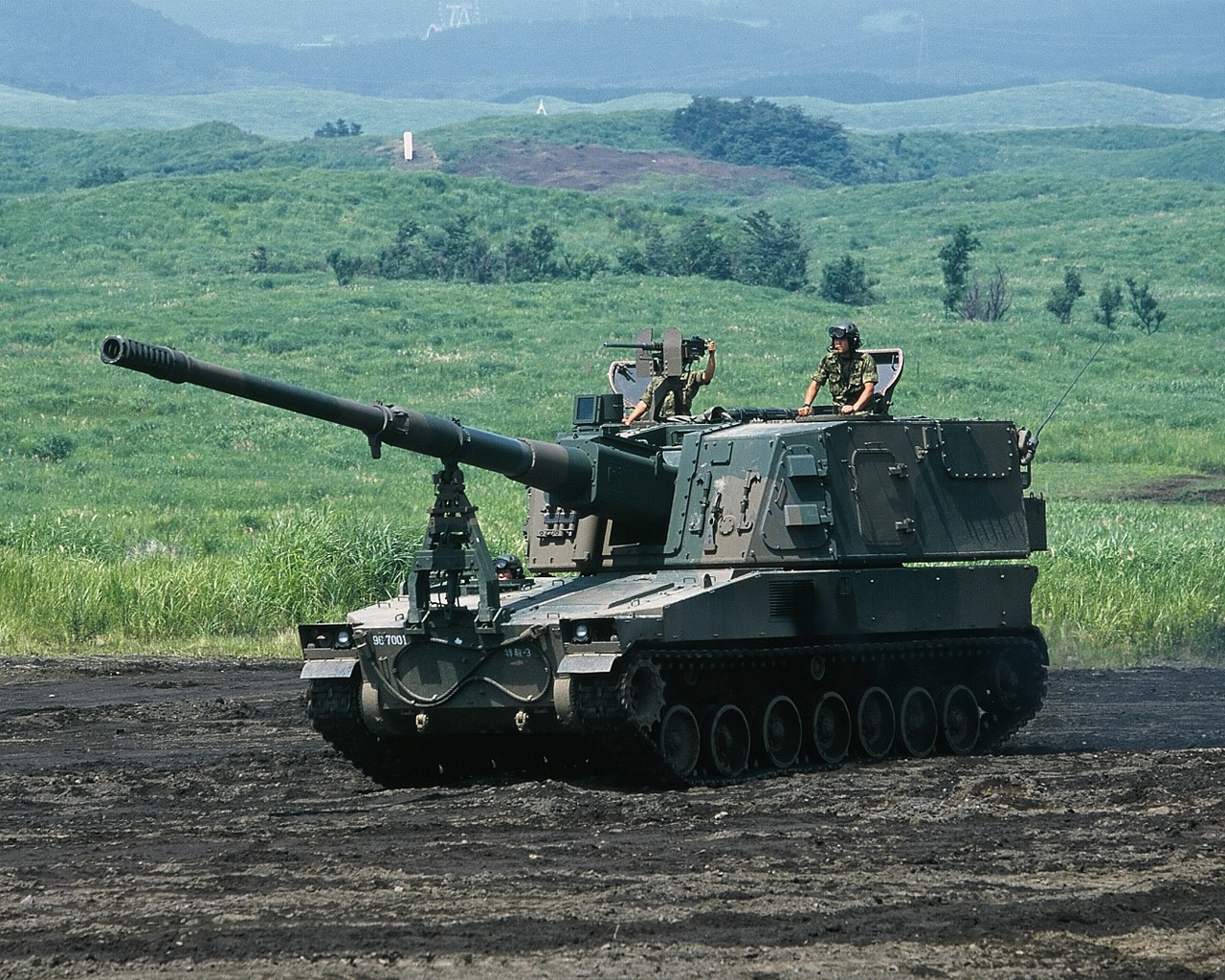
Pháo tự hành 155 mm Type 99
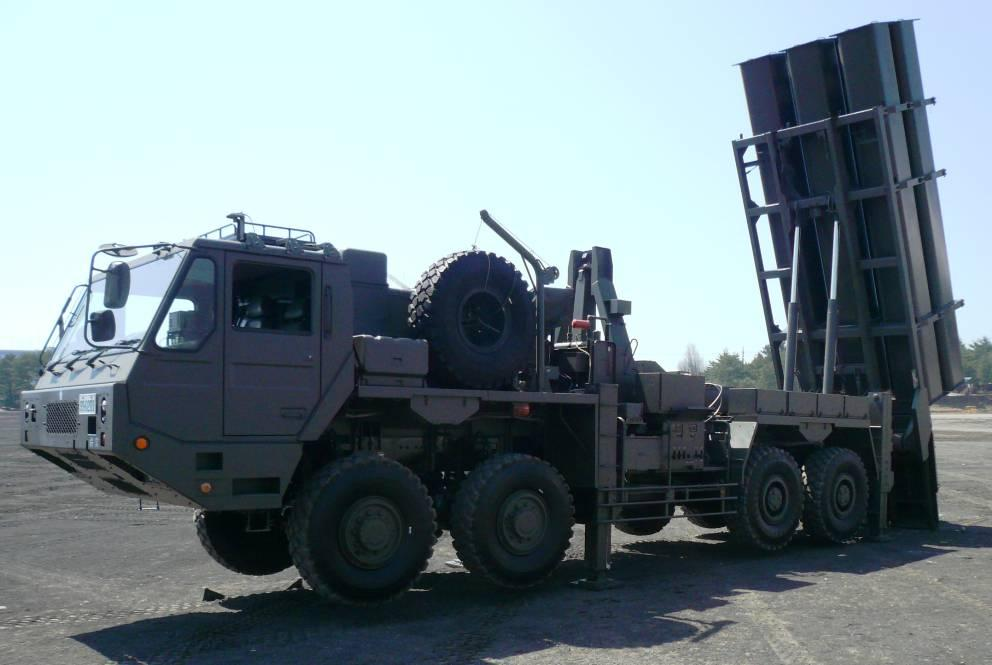
Tên lửa đất đối hạm Type 12